# VVV-Venlo in het seizoen 2010/11 (mannen)
Dit artikel geeft een overzicht van VVV-Venlo in het seizoen 2010/2011.

## Selectie 2010 – 2011
| Nr.           | Naam                | Nat.      | Geb. dat.  | Contract |
| Keepers       | Keepers             | Keepers   | Keepers    | Keepers  |
| ------------- | ------------------- | --------- | ---------- | -------- |
| 1             | Dennis Gentenaar    | Nederland | 30-09-1975 | 2012     |
| 16            | Kevin Begois        | België    | 13-05-1982 | 2011     |
| 22            | Randy Frijn         | Nederland | 06-05-1991 | amateur  |
| 28            | Robin Udegbe        | Duitsland | 20-03-1991 | amateur  |
| 30            | Delano van Crooij   | Nederland | 05-06-1991 | amateur  |
| Verdedigers   |                     |           |            |          |
| 2             | Michael Timisela    | Nederland | 05-05-1986 | 2012     |
| 3             | Maya Yoshida        | Japan     | 24-08-1988 | 2013     |
| 4             | Frank van Kouwen    | Nederland | 02-07-1980 | 2011     |
| 5             | Niels Fleuren       | Nederland | 01-11-1986 | 2012     |
| 12            | Ferry de Regt       | Nederland | 29-08-1988 | 2012     |
| 15            | Alex Nkume          | Nigeria   | 22-01-1989 | 2012     |
| 18            | Roel Janssen        | Nederland | 16-06-1990 | amateur  |
| 27            | Patrick Paauwe      | Nederland | 27-12-1975 | 2011     |
| 44            | Youssef El Akchaoui | Marokko   | 18-02-1981 | gehuurd  |
| Middenvelders |                     |           |            |          |
| 6             | Ken Leemans         | België    | 05-01-1983 | 2012     |
| 10            | Josué               | Portugal  | 17-09-1990 | gehuurd  |
| 17            | Quin Kruijsen       | Nederland | 27-11-1990 | amateur  |
| 21            | Dario Vujičević     | Kroatië   | 01-04-1990 | gehuurd  |
| 24            | Robert Cullen       | Japan     | 07-06-1985 | 2013     |
| 26            | Funso Ojo           | België    | 28-08-1991 | gehuurd  |
| 29            | Balázs Tóth         | Hongarije | 24-09-1981 | gehuurd  |
| Aanvallers    |                     |           |            |          |
| 7             | Bryan Linssen       | Nederland | 08-10-1990 | 2014     |
| 8             | Jorge Chula         | Portugal  | 13-02-1990 | gehuurd  |
| 9             | Ruud Boymans        | Nederland | 28-04-1989 | 2012     |
| 11            | Achmed Ahahaoui     | Nederland | 06-02-1983 | 2011     |
| 14            | Michael Uchebo      | Nigeria   | 27-09-1990 | 2012     |
| 19            | Rachid Ofrany       | Nederland | 17-01-1987 | 2011     |
| 21            | Diogo Viana         | Portugal  | 22-02-1990 | gehuurd  |
| 23            | Ahmed Musa          | Nigeria   | 14-10-1992 | 2013     |
| 24            | Soufiane Dadda      | Nederland | 18-06-1990 | 2012     |
| 25            | Rick Verbeek        | Nederland | 14-12-1988 | 2012     |

### Aangetrokken spelers
| Nat.      | Naam                | Van                | Bijzonderheden |
| Zomer     | Zomer               | Zomer              | Zomer          |
| --------- | ------------------- | ------------------ | -------------- |
| Portugal  | Jorge Chula         | FC Porto           | Gehuurd        |
| Nederland | Randy Frijn         | FC Omniworld       | Amateur        |
| Portugal  | Josué               | FC Porto           | Gehuurd        |
| Nederland | Bryan Linssen       | MVV                | onbekend       |
| Nederland | Rachid Ofrany       | AGOVV              | Was verhuurd   |
| Hongarije | Balázs Tóth         | KRC Genk           | Gehuurd        |
| Nederland | Rick Verbeek        | Helmond Sport      | Was verhuurd   |
| Najaar    |                     |                    |                |
| Nigeria   | Ahmed Musa          | Kano Pillars       | onbekend       |
| Winter    |                     |                    |                |
| Marokko   | Youssef El Akchaoui | sc Heerenveen      | Gehuurd        |
| Japan     | Robert Cullen       | Roasso Kumamoto    | onbekend       |
| Nederland | Soufiane Dadda      | Fortuna Sittard    | Was verhuurd   |
| België    | Funso Ojo           | PSV                | Gehuurd        |
| Duitsland | Robin Udegbe        | SC Düsseldorf-West | Amateur        |
| Kroatië   | Dario Vujičević     | FC Twente          | Gehuurd        |

### Vertrokken spelers
| Nat.      | Naam                  | Naar                | Bijzonderheden                |
| Zomer     | Zomer                 | Zomer               | Zomer                         |
| --------- | --------------------- | ------------------- | ----------------------------- |
| Nederland | Adil Auassar          | Feyenoord           | Transfervrij                  |
| België    | Ruud Boffin           | West Ham United     | Was gehuurd van MVV           |
| Duitsland | Robert Böhm           | onbekend            | Amateur                       |
| Nederland | Sandro Calabro        | FC Sankt Gallen     | Transfervrij                  |
| Nederland | Soufiane Dadda        | Fortuna Sittard     | Verhuurd                      |
| België    | Kevin van Dessel      | APOP Kinyras Peyias | Transfervrij                  |
| Nederland | Henrico Drost         | RKC Waalwijk        | Was gehuurd van sc Heerenveen |
| Spanje    | Gonzalo García García | FC Groningen        | Was gehuurd                   |
| Nederland | Rob Kuijpers          | IVO                 | Amateur                       |
| Nederland | Ruben Schaken         | Feyenoord           | Transfervrij                  |
| Nederland | Jasar Takak           | SC Cambuur          | Amateur                       |
| Nederland | Sjors Verdellen       | MVV                 | Transfervrij                  |
| Winter    |                       |                     |                               |
| Nederland | Patrick Paauwe        | Gestopt             | Transfervrij                  |
| Portugal  | Diogo Viana           | CD Aves             | Was gehuurd van FC Porto      |

### Staf
| Jan van Dijk       | hoofdtrainer (tot 20 december 2010)                     |
| Wil Boessen        | assistent-trainer, vanaf 20 december 2010ː hoofdtrainer |
| Ben van Dael       | assistent-trainer                                       |
| Wim Jacobs         | keeperstrainer                                          |
| Nol Hornix         | conditie- en revalidatietrainer                         |
| Jan Reijmer        | verzorger                                               |
| Rob Eijkelenboom   | teamarts                                                |
| Sjoerd Kaarsemaker | orthopedisch chirurg                                    |
| Rinus Louwers      | fysiotherapeut                                          |
| Falk Louwers       | fysiotherapeut                                          |

## Wedstrijden

### Eredivisie
Speelronde 1:
| Zaterdag 7 augustus 2010, 18:45                                             | N.E.C.    | 1-0 (0-0) | VVV-Venlo | Opstelling N.E.C. | Opstelling VVV-Venlo |  |
| Stadion: Stadion De Goffert, Nijmegen Toeschouwers: 12.250 Arbiter: Kuipers | 50' Zomer |           |           | Babos, Will 86' ( Wellenberg), Van Eijden, Zomer 72' ( Otten), Nuytinck, Sibum, Schöne 81' ( Latupeirissa), Zimling, George, Vleminckx, Goossens | Gentenaar, Timisela, Paauwe , De Regt, Fleuren, Leemans 81' ( Van Kouwen), Josué 72' ( Linssen), Tóth, Uchebo 51' ( Ofrany), Boymans, Ahahaoui |  |
| Stadion: Stadion De Goffert, Nijmegen Toeschouwers: 12.250 Arbiter: Kuipers |           |           |           | Babos, Will 86' ( Wellenberg), Van Eijden, Zomer 72' ( Otten), Nuytinck, Sibum, Schöne 81' ( Latupeirissa), Zimling, George, Vleminckx, Goossens | Gentenaar, Timisela, Paauwe , De Regt, Fleuren, Leemans 81' ( Van Kouwen), Josué 72' ( Linssen), Tóth, Uchebo 51' ( Ofrany), Boymans, Ahahaoui |  |
| Stadion: Stadion De Goffert, Nijmegen Toeschouwers: 12.250 Arbiter: Kuipers |           |           |           | Babos, Will 86' ( Wellenberg), Van Eijden, Zomer 72' ( Otten), Nuytinck, Sibum, Schöne 81' ( Latupeirissa), Zimling, George, Vleminckx, Goossens | Gentenaar, Timisela, Paauwe , De Regt, Fleuren, Leemans 81' ( Van Kouwen), Josué 72' ( Linssen), Tóth, Uchebo 51' ( Ofrany), Boymans, Ahahaoui |  |
|                                                                             |           |           |           | | |  |

Speelronde 2:
| Zaterdag 14 augustus 2010, 19:45                                             | VVV-Venlo   | 1-0 (1-0) | Heracles Almelo | Opstelling VVV-Venlo | Opstelling Heracles Almelo |  |
| Stadion: Seacon Stadion - De Koel -, Venlo Toeschouwers: 7.200 Arbiter: Vink | Boymans 11' |           |                 | Gentenaar, Timisela, Paauwe , Van Kouwen 69' ( De Regt), Fleuren, Leemans, Josué 80' ( Chula), Tóth, Uchebo, Boymans 90' ( Nkume), Ahahaoui | Pasveer, Breukers, Maertens, Van der Linden 83' ( Armenteros), Looms , Quansah, Overtoom, Vejinović 55' ( Fledderus), Douglas 67' ( Houtkoop), Plet , Everton |  |
| Stadion: Seacon Stadion - De Koel -, Venlo Toeschouwers: 7.200 Arbiter: Vink |             |           |                 | Gentenaar, Timisela, Paauwe , Van Kouwen 69' ( De Regt), Fleuren, Leemans, Josué 80' ( Chula), Tóth, Uchebo, Boymans 90' ( Nkume), Ahahaoui | Pasveer, Breukers, Maertens, Van der Linden 83' ( Armenteros), Looms , Quansah, Overtoom, Vejinović 55' ( Fledderus), Douglas 67' ( Houtkoop), Plet , Everton |  |
| Stadion: Seacon Stadion - De Koel -, Venlo Toeschouwers: 7.200 Arbiter: Vink |             |           |                 | Gentenaar, Timisela, Paauwe , Van Kouwen 69' ( De Regt), Fleuren, Leemans, Josué 80' ( Chula), Tóth, Uchebo, Boymans 90' ( Nkume), Ahahaoui | Pasveer, Breukers, Maertens, Van der Linden 83' ( Armenteros), Looms , Quansah, Overtoom, Vejinović 55' ( Fledderus), Douglas 67' ( Houtkoop), Plet , Everton |  |
|                                                                              |             |           |                 | | |  |

Speelronde 3:
| Zondag 22 augustus 2010, 14:30                                                  | VVV-Venlo                | 2-3 (1-1) | ADO Den Haag                         | Opstelling VVV-Venlo | Opstelling ADO Den Haag |  |
| Stadion: Seacon Stadion - De Koel -, Venlo Toeschouwers: 7.000 Arbiter: Nijhuis | Ahahaoui 23' Boymans 90' |           | 2' Boelykin 61' Boelykin 89' Verhoek | Gentenaar, Timisela, Paauwe , Van Kouwen 63' ( De Regt), Fleuren , Leemans, Josué, Tóth, Viana 74' ( Dadda), Boymans, Ahahaoui 59' ( Chula) | Coutinho, Ammi , Derijck, Bosschaart, Kum, Leeuwin , Immers, Toornstra, Verhoek 90' ( Visser), Boelykin 78' ( Achterberg), Kubík |  |
| Stadion: Seacon Stadion - De Koel -, Venlo Toeschouwers: 7.000 Arbiter: Nijhuis |                          |           |                                      | Gentenaar, Timisela, Paauwe , Van Kouwen 63' ( De Regt), Fleuren , Leemans, Josué, Tóth, Viana 74' ( Dadda), Boymans, Ahahaoui 59' ( Chula) | Coutinho, Ammi , Derijck, Bosschaart, Kum, Leeuwin , Immers, Toornstra, Verhoek 90' ( Visser), Boelykin 78' ( Achterberg), Kubík |  |
| Stadion: Seacon Stadion - De Koel -, Venlo Toeschouwers: 7.000 Arbiter: Nijhuis |                          |           |                                      | Gentenaar, Timisela, Paauwe , Van Kouwen 63' ( De Regt), Fleuren , Leemans, Josué, Tóth, Viana 74' ( Dadda), Boymans, Ahahaoui 59' ( Chula) | Coutinho, Ammi , Derijck, Bosschaart, Kum, Leeuwin , Immers, Toornstra, Verhoek 90' ( Visser), Boelykin 78' ( Achterberg), Kubík |  |
| Bijz.: Wedstrijd twintig minuten gestaakt in de 68e minuut vanwege onweer.      |                          |           |                                      | | |  |

Speelronde 4:
| Zaterdag 28 augustus 2010, 19:45                                       | NAC Breda            | 2-0 (2-0) | VVV-Venlo | Opstelling NAC Breda | Opstelling VVV-Venlo |  |
| Stadion: Rat Verlegh Stadion, Breda Toeschouwers: 17.250 Arbiter: Blom | Amoah 11' Gorter 26' |           |           | Ten Rouwelaar, Fehér, Penders , Kwakman, Schilder, Gudelj, Gorter, Luijckx 80' ( Gilissen), Kolkka 70' ( Lurling), Amoah, Leonardo 88' ( Boussaboun) | Gentenaar, Timisela, Paauwe , Van Kouwen , Fleuren, Leemans, Josué 69' ( Linssen), Tóth , Viana 46' ( De Regt ), Boymans, Ahahaoui 65' ( Chula) |  |
| Stadion: Rat Verlegh Stadion, Breda Toeschouwers: 17.250 Arbiter: Blom |                      |           |           | Ten Rouwelaar, Fehér, Penders , Kwakman, Schilder, Gudelj, Gorter, Luijckx 80' ( Gilissen), Kolkka 70' ( Lurling), Amoah, Leonardo 88' ( Boussaboun) | Gentenaar, Timisela, Paauwe , Van Kouwen , Fleuren, Leemans, Josué 69' ( Linssen), Tóth , Viana 46' ( De Regt ), Boymans, Ahahaoui 65' ( Chula) |  |
| Stadion: Rat Verlegh Stadion, Breda Toeschouwers: 17.250 Arbiter: Blom |                      |           |           | Ten Rouwelaar, Fehér, Penders , Kwakman, Schilder, Gudelj, Gorter, Luijckx 80' ( Gilissen), Kolkka 70' ( Lurling), Amoah, Leonardo 88' ( Boussaboun) | Gentenaar, Timisela, Paauwe , Van Kouwen , Fleuren, Leemans, Josué 69' ( Linssen), Tóth , Viana 46' ( De Regt ), Boymans, Ahahaoui 65' ( Chula) |  |
|                                                                        |                      |           |           | | |  |

Speelronde 5:
| Zaterdag 11 september 2010, 18:45                                                  | VVV-Venlo         | 1-2 (1-1) | FC Twente            | Opstelling VVV-Venlo | Opstelling FC Twente                                                                                             |  |
| Stadion: Seacon Stadion - De Koel -, Venlo Toeschouwers: 7.000 Arbiter: Van Sichem | Paauwe 42' (pen.) |           | 29' Ruiz 70' Rosales | Gentenaar, Timisela, Paauwe , De Regt, Fleuren, Leemans, Josué 79' ( Ahahaoui), Tóth, Linssen 83' ( Nkume), Boymans, Verbeek 76' ( Chula ) | Michajlov, Rosales, Douglas , Wisgerhof, Tiendalli , Brama, De Jong, Janssen, Ruiz, Janko, Chadli 66' ( Bajrami) |  |
| Stadion: Seacon Stadion - De Koel -, Venlo Toeschouwers: 7.000 Arbiter: Van Sichem |                   |           |                      | Gentenaar, Timisela, Paauwe , De Regt, Fleuren, Leemans, Josué 79' ( Ahahaoui), Tóth, Linssen 83' ( Nkume), Boymans, Verbeek 76' ( Chula ) | Michajlov, Rosales, Douglas , Wisgerhof, Tiendalli , Brama, De Jong, Janssen, Ruiz, Janko, Chadli 66' ( Bajrami) |  |
| Stadion: Seacon Stadion - De Koel -, Venlo Toeschouwers: 7.000 Arbiter: Van Sichem |                   |           |                      | Gentenaar, Timisela, Paauwe , De Regt, Fleuren, Leemans, Josué 79' ( Ahahaoui), Tóth, Linssen 83' ( Nkume), Boymans, Verbeek 76' ( Chula ) | Michajlov, Rosales, Douglas , Wisgerhof, Tiendalli , Brama, De Jong, Janssen, Ruiz, Janko, Chadli 66' ( Bajrami) |  |
| Bijz.: Wedstrijd twintig minuten gestaakt in de 83e minuut vanwege spreekkoren.    |                   |           |                      | | |  |

Speelronde 6:
| Zondag 19 september 2010, 14:30                                                     | FC Utrecht                                               | 3-2 (1-1) | VVV-Venlo               | Opstelling FC Utrecht | Opstelling VVV-Venlo |  |
| Stadion: Stadion Galgenwaard, Utrecht Toeschouwers: 18.100 Arbiter: Wouters, België | Van Wolfswinkel 27' (pen.) Van Wolfswinkel 78' Asare 84' |           | 16' Boymans 72' Boymans | Vorm, Cornelisse, Schut, Wuytens 46' ( Vorstermans), Neșu , Duplan, Silberbauer, Asare , Lensky, Danso 46' ( Mulenga), Van Wolfswinkel | Gentenaar, Timisela, Paauwe , De Regt, Fleuren, Leemans , Josué 81' ( Nkume), Tóth, Linssen 76' ( Verbeek), Boymans , Ahahaoui 62' ( Chula) |  |
| Stadion: Stadion Galgenwaard, Utrecht Toeschouwers: 18.100 Arbiter: Wouters, België |                                                          |           |                         | Vorm, Cornelisse, Schut, Wuytens 46' ( Vorstermans), Neșu , Duplan, Silberbauer, Asare , Lensky, Danso 46' ( Mulenga), Van Wolfswinkel | Gentenaar, Timisela, Paauwe , De Regt, Fleuren, Leemans , Josué 81' ( Nkume), Tóth, Linssen 76' ( Verbeek), Boymans , Ahahaoui 62' ( Chula) |  |
| Stadion: Stadion Galgenwaard, Utrecht Toeschouwers: 18.100 Arbiter: Wouters, België |                                                          |           |                         | Vorm, Cornelisse, Schut, Wuytens 46' ( Vorstermans), Neșu , Duplan, Silberbauer, Asare , Lensky, Danso 46' ( Mulenga), Van Wolfswinkel | Gentenaar, Timisela, Paauwe , De Regt, Fleuren, Leemans , Josué 81' ( Nkume), Tóth, Linssen 76' ( Verbeek), Boymans , Ahahaoui 62' ( Chula) |  |
|                                                                                     |                                                          |           |                         | | |  |

Speelronde 7:
| Zondag 26 september 2010, 16:30                                                | VVV-Venlo                     | 1-0 (1-0) | De Graafschap | Opstelling VVV-Venlo | Opstelling De Graafschap |  |
| Stadion: Seacon Stadion - De Koel -, Venlo Toeschouwers: 8.000 Arbiter: Winter | Paauwe 16' (pen.) Boymans 42' |           |               | Gentenaar, Timisela, Paauwe , Van Kouwen 81' ( De Regt), Fleuren, Leemans, Linssen 21' ( Josué), Tóth, Chula 73' ( Verbeek), Boymans, Ahahaoui | Waterman, Nalbantoğlu, Saeijs, Wormgoor 64', Buijs, Bargas, Meijer, Rose, Jungschläger 56' ( Overgoor), Hersi 56' ( De Ridder), Poepon |  |
| Stadion: Seacon Stadion - De Koel -, Venlo Toeschouwers: 8.000 Arbiter: Winter |                               |           |               | Gentenaar, Timisela, Paauwe , Van Kouwen 81' ( De Regt), Fleuren, Leemans, Linssen 21' ( Josué), Tóth, Chula 73' ( Verbeek), Boymans, Ahahaoui | Waterman, Nalbantoğlu, Saeijs, Wormgoor 64', Buijs, Bargas, Meijer, Rose, Jungschläger 56' ( Overgoor), Hersi 56' ( De Ridder), Poepon |  |
| Stadion: Seacon Stadion - De Koel -, Venlo Toeschouwers: 8.000 Arbiter: Winter |                               |           |               | Gentenaar, Timisela, Paauwe , Van Kouwen 81' ( De Regt), Fleuren, Leemans, Linssen 21' ( Josué), Tóth, Chula 73' ( Verbeek), Boymans, Ahahaoui | Waterman, Nalbantoğlu, Saeijs, Wormgoor 64', Buijs, Bargas, Meijer, Rose, Jungschläger 56' ( Overgoor), Hersi 56' ( De Ridder), Poepon |  |
|                                                                                |                               |           |               | | |  |

Speelronde 8:
| Zondag 3 oktober 2010, 16:30                                             | PSV                         | 3-0 (0-0) | VVV-Venlo | Opstelling PSV | Opstelling VVV-Venlo |  |
| Stadion: Philips Stadion, Eindhoven Toeschouwers: 33.700 Arbiter: Bossen | Reis 56' Bouma 63' Reis 78' |           |           | Isaksson, Hutchinson, Marcelo, Bouma, Pieters, Afellay, Toivonen 77' ( Bakkal), Engelaar, Lens 82' ( Amrabat), Koevermans 46' ( Reis), Dzsudzsák | Gentenaar, Timisela , Paauwe , De Regt, Fleuren, Leemans 85' ( Nkume), Josué 63' ( Verbeek), Tóth, Chula 84' ( Van Kouwen), Boymans, Ahahaoui |  |
| Stadion: Philips Stadion, Eindhoven Toeschouwers: 33.700 Arbiter: Bossen |                             |           |           | Isaksson, Hutchinson, Marcelo, Bouma, Pieters, Afellay, Toivonen 77' ( Bakkal), Engelaar, Lens 82' ( Amrabat), Koevermans 46' ( Reis), Dzsudzsák | Gentenaar, Timisela , Paauwe , De Regt, Fleuren, Leemans 85' ( Nkume), Josué 63' ( Verbeek), Tóth, Chula 84' ( Van Kouwen), Boymans, Ahahaoui |  |
| Stadion: Philips Stadion, Eindhoven Toeschouwers: 33.700 Arbiter: Bossen |                             |           |           | Isaksson, Hutchinson, Marcelo, Bouma, Pieters, Afellay, Toivonen 77' ( Bakkal), Engelaar, Lens 82' ( Amrabat), Koevermans 46' ( Reis), Dzsudzsák | Gentenaar, Timisela , Paauwe , De Regt, Fleuren, Leemans 85' ( Nkume), Josué 63' ( Verbeek), Tóth, Chula 84' ( Van Kouwen), Boymans, Ahahaoui |  |
|                                                                          |                             |           |           | | |  |

Speelronde 9:
| Zaterdag 16 oktober 2010, 19:45                                                          | VVV-Venlo | 0-1 (0-0) | AZ        | Opstelling VVV-Venlo | Opstelling AZ |  |
| Stadion: Seacon Stadion - De Koel -, Venlo Toeschouwers: 7.500 Arbiter: Gumienny, België |           |           | 89' Pellè | Gentenaar, Timisela, Paauwe , De Regt, Fleuren, Leemans, Josué, Tóth, Chula 78' ( Viana), Boymans, Ahahaoui 64' ( Uchebo) | Romero, Marcellis, Jaliens, Moisander , Klavan 16' ( Viergever), Wernbloom , Falkenburg, Schaars, Holman, Jonathas 76' ( Pellè), Guðmundsson 56' ( Martens) |  |
| Stadion: Seacon Stadion - De Koel -, Venlo Toeschouwers: 7.500 Arbiter: Gumienny, België |           |           |           | Gentenaar, Timisela, Paauwe , De Regt, Fleuren, Leemans, Josué, Tóth, Chula 78' ( Viana), Boymans, Ahahaoui 64' ( Uchebo) | Romero, Marcellis, Jaliens, Moisander , Klavan 16' ( Viergever), Wernbloom , Falkenburg, Schaars, Holman, Jonathas 76' ( Pellè), Guðmundsson 56' ( Martens) |  |
| Stadion: Seacon Stadion - De Koel -, Venlo Toeschouwers: 7.500 Arbiter: Gumienny, België |           |           |           | Gentenaar, Timisela, Paauwe , De Regt, Fleuren, Leemans, Josué, Tóth, Chula 78' ( Viana), Boymans, Ahahaoui 64' ( Uchebo) | Romero, Marcellis, Jaliens, Moisander , Klavan 16' ( Viergever), Wernbloom , Falkenburg, Schaars, Holman, Jonathas 76' ( Pellè), Guðmundsson 56' ( Martens) |  |
|                                                                                          |           |           |           | | |  |

Speelronde 10:
| Zaterdag 23 oktober 2010, 20:45                                                | sc Heerenveen         | 2-0 (0-0) | VVV-Venlo | Opstelling sc Heerenveen | Opstelling VVV-Venlo |  |
| Stadion: Abe Lenstra Stadion, Heerenveen Toeschouwers: 25.700 Arbiter: Sanders | Dost 50' Väyrynen 52' |           |           | Stuhr Ellegaard, Koning, Breuer, Kruiswijk, Jong-A-Pin, Väyrynen 67' ( Đuričić), Elm, Grindheim 79' ( Haglund), Beerens, Papadopulos 44' ( Dost), Assaidi | Gentenaar, De Regt, Paauwe , Nkume , Fleuren, Leemans, Josué 75' ( Verbeek), Tóth, Chula , 61', Boymans 84' ( Viana), Ahahaoui 46' ( Uchebo) |  |
| Stadion: Abe Lenstra Stadion, Heerenveen Toeschouwers: 25.700 Arbiter: Sanders |                       |           |           | Stuhr Ellegaard, Koning, Breuer, Kruiswijk, Jong-A-Pin, Väyrynen 67' ( Đuričić), Elm, Grindheim 79' ( Haglund), Beerens, Papadopulos 44' ( Dost), Assaidi | Gentenaar, De Regt, Paauwe , Nkume , Fleuren, Leemans, Josué 75' ( Verbeek), Tóth, Chula , 61', Boymans 84' ( Viana), Ahahaoui 46' ( Uchebo) |  |
| Stadion: Abe Lenstra Stadion, Heerenveen Toeschouwers: 25.700 Arbiter: Sanders |                       |           |           | Stuhr Ellegaard, Koning, Breuer, Kruiswijk, Jong-A-Pin, Väyrynen 67' ( Đuričić), Elm, Grindheim 79' ( Haglund), Beerens, Papadopulos 44' ( Dost), Assaidi | Gentenaar, De Regt, Paauwe , Nkume , Fleuren, Leemans, Josué 75' ( Verbeek), Tóth, Chula , 61', Boymans 84' ( Viana), Ahahaoui 46' ( Uchebo) |  |
|                                                                                |                       |           |           | | |  |

Speelronde 11:
| Woensdag 27 oktober 2010, 21:00                                                            | Feyenoord                             | 3-0 (0-0) | VVV-Venlo | Opstelling Feyenoord | Opstelling VVV-Venlo |  |
| Stadion: Stadion Feijenoord, Rotterdam Toeschouwers: 41.600 Arbiter: Janssen               | Wijnaldum 65' Bahia 83' Wijnaldum 90' |           |           | Van Dijk, De Vrij, Martins Indi, Bahia, De Cler , El Ahmadi 72' ( Smolov), Bruins, Mokotjo, Schaken 44' ( Biseswar), Castaignos 84' ( Van Haaren), Wijnaldum | Gentenaar, Timisela , Paauwe , De Regt, Fleuren, Leemans 85' ( Nkume), Josué 60' ( Uchebo), Tóth, Viana 77' ( Verbeek), Boymans , Ahahaoui |  |
| Stadion: Stadion Feijenoord, Rotterdam Toeschouwers: 41.600 Arbiter: Janssen               |                                       |           |           | Van Dijk, De Vrij, Martins Indi, Bahia, De Cler , El Ahmadi 72' ( Smolov), Bruins, Mokotjo, Schaken 44' ( Biseswar), Castaignos 84' ( Van Haaren), Wijnaldum | Gentenaar, Timisela , Paauwe , De Regt, Fleuren, Leemans 85' ( Nkume), Josué 60' ( Uchebo), Tóth, Viana 77' ( Verbeek), Boymans , Ahahaoui |  |
| Stadion: Stadion Feijenoord, Rotterdam Toeschouwers: 41.600 Arbiter: Janssen               |                                       |           |           | Van Dijk, De Vrij, Martins Indi, Bahia, De Cler , El Ahmadi 72' ( Smolov), Bruins, Mokotjo, Schaken 44' ( Biseswar), Castaignos 84' ( Van Haaren), Wijnaldum | Gentenaar, Timisela , Paauwe , De Regt, Fleuren, Leemans 85' ( Nkume), Josué 60' ( Uchebo), Tóth, Viana 77' ( Verbeek), Boymans , Ahahaoui |  |
| Bijz.: Chula automatisch geschorst vanwege rode kaart in de wedstrijd sc Heerenveen - VVV. |                                       |           |           | | |  |

Speelronde 12:
| Zaterdag 30 oktober 2010, 18:45                                                     | VVV-Venlo                               | 3-5 (1-2) | FC Groningen                                                              | Opstelling VVV-Venlo | Opstelling FC Groningen |  |
| Stadion: Seacon Stadion - De Koel -, Venlo Toeschouwers: 7.500 Arbiter: Wiedemeijer | Tóth 12' Ahahaoui 50' (pen.) Uchebo 86' |           | 8' Matavž 27' García García 55' (e.d.) De Regt 66' Matavž 75' Van de Laak | Gentenaar, Timisela, Paauwe , De Regt, Nkume, Leemans 75' ( Yoshida), Ahahaoui, Tóth, Chula, Boymans 79' ( Uchebo), Musa 73' ( Viana) | Luciano, Kieftenbeld, Ivens, Granqvist, Stenman, Enevoldsen 69' ( Van de Laak), Holla 79' ( Ajilore), García García 83' ( Bacuna), Sparv , Tadić, Matavž |  |
| Stadion: Seacon Stadion - De Koel -, Venlo Toeschouwers: 7.500 Arbiter: Wiedemeijer |                                         |           |                                                                           | Gentenaar, Timisela, Paauwe , De Regt, Nkume, Leemans 75' ( Yoshida), Ahahaoui, Tóth, Chula, Boymans 79' ( Uchebo), Musa 73' ( Viana) | Luciano, Kieftenbeld, Ivens, Granqvist, Stenman, Enevoldsen 69' ( Van de Laak), Holla 79' ( Ajilore), García García 83' ( Bacuna), Sparv , Tadić, Matavž |  |
| Stadion: Seacon Stadion - De Koel -, Venlo Toeschouwers: 7.500 Arbiter: Wiedemeijer |                                         |           |                                                                           | Gentenaar, Timisela, Paauwe , De Regt, Nkume, Leemans 75' ( Yoshida), Ahahaoui, Tóth, Chula, Boymans 79' ( Uchebo), Musa 73' ( Viana) | Luciano, Kieftenbeld, Ivens, Granqvist, Stenman, Enevoldsen 69' ( Van de Laak), Holla 79' ( Ajilore), García García 83' ( Bacuna), Sparv , Tadić, Matavž |  |
|                                                                                     |                                         |           |                                                                           | | |  |

Speelronde 13:
| Vrijdag 5 november 2010, 20:45                                         | Willem II   | 1-4 (0-1) | VVV-Venlo                                         | Opstelling Willem II | Opstelling VVV-Venlo |  |
| Stadion: Willem II Stadion, Tilburg Toeschouwers: 11.000 Arbiter: Blom | Rigters 86' |           | 24' (pen.) Boymans 49' Boymans 53' Tóth 75' Viana | Verhulst, Lampi, Halilović , Biemans 51' ( Sheotahul), Swinkels 23', Landgren 81' ( Ippel), Van der Heijden, Pereira, Lasnik 81' ( Hutten), Rigters, Van Zaanen | Gentenaar, Timisela, Paauwe , De Regt 46' ( Yoshida), Nkume, Leemans, Ahahaoui, Tóth, Chula 46' ( Viana), Boymans 70' ( Uchebo), Musa |  |
| Stadion: Willem II Stadion, Tilburg Toeschouwers: 11.000 Arbiter: Blom |             |           |                                                   | Verhulst, Lampi, Halilović , Biemans 51' ( Sheotahul), Swinkels 23', Landgren 81' ( Ippel), Van der Heijden, Pereira, Lasnik 81' ( Hutten), Rigters, Van Zaanen | Gentenaar, Timisela, Paauwe , De Regt 46' ( Yoshida), Nkume, Leemans, Ahahaoui, Tóth, Chula 46' ( Viana), Boymans 70' ( Uchebo), Musa |  |
| Stadion: Willem II Stadion, Tilburg Toeschouwers: 11.000 Arbiter: Blom |             |           |                                                   | Verhulst, Lampi, Halilović , Biemans 51' ( Sheotahul), Swinkels 23', Landgren 81' ( Ippel), Van der Heijden, Pereira, Lasnik 81' ( Hutten), Rigters, Van Zaanen | Gentenaar, Timisela, Paauwe , De Regt 46' ( Yoshida), Nkume, Leemans, Ahahaoui, Tóth, Chula 46' ( Viana), Boymans 70' ( Uchebo), Musa |  |
|                                                                        |             |           |                                                   | | |  |

Speelronde 14:
| Zondag 14 november 2010, 14:30                                                   | VVV-Venlo          | 1-5 (0-2) | Vitesse                                                    | Opstelling VVV-Venlo                                                                                       | Opstelling Vitesse |  |
| Stadion: Seacon Stadion - De Koel -, Venlo Toeschouwers: 8.000 Arbiter: Makkelie | Boymans 77' (pen.) |           | 11' Pluim 31' Jenner 85' Pedersen 86' Pedersen 89' Aissati | Gentenaar, Timisela, Paauwe , Yoshida, Nkume, Leemans, Josué, Ahahaoui, Musa, Boymans, Viana 64' ( Uchebo) | Room, Kasjia, Van der Struijk, Rajković, Büttner 90' ( Drost), Jenner, Pröpper , Aissati, Matić, Stevanovič 90' ( Snijders), Pluim 77' ( Pedersen) |  |
| Stadion: Seacon Stadion - De Koel -, Venlo Toeschouwers: 8.000 Arbiter: Makkelie |                    |           |                                                            | Gentenaar, Timisela, Paauwe , Yoshida, Nkume, Leemans, Josué, Ahahaoui, Musa, Boymans, Viana 64' ( Uchebo) | Room, Kasjia, Van der Struijk, Rajković, Büttner 90' ( Drost), Jenner, Pröpper , Aissati, Matić, Stevanovič 90' ( Snijders), Pluim 77' ( Pedersen) |  |
| Stadion: Seacon Stadion - De Koel -, Venlo Toeschouwers: 8.000 Arbiter: Makkelie |                    |           |                                                            | Gentenaar, Timisela, Paauwe , Yoshida, Nkume, Leemans, Josué, Ahahaoui, Musa, Boymans, Viana 64' ( Uchebo) | Room, Kasjia, Van der Struijk, Rajković, Büttner 90' ( Drost), Jenner, Pröpper , Aissati, Matić, Stevanovič 90' ( Snijders), Pluim 77' ( Pedersen) |  |
|                                                                                  |                    |           |                                                            | | |  |

Speelronde 15:
| Zaterdag 20 november 2010, 18:45                                            | Excelsior                       | 1-0 (0-0) | VVV-Venlo | Opstelling Excelsior | Opstelling VVV-Venlo |  |
| Stadion: Stadion Woudestein, Rotterdam Toeschouwers: 3.541 Arbiter: Nijhuis | Vincken 74' (pen.) Bergkamp 74' |           |           | Paauwe, Bovenberg, Nieveld, Ramsteijn, Nelom, Clasie 73' ( Van Steensel), Bergkamp, Koolwijk, Vincken 79' ( Alisic), Fernandez, Wattamaleo 64' ( Lagouireh) | Gentenaar, Timisela , Paauwe , 74', Yoshida, Nkume, Leemans 83' ( Uchebo), Ahahaoui, Van Kouwen , Viana 59' ( Chula), Boymans, Musa 76' ( De Regt) |  |
| Stadion: Stadion Woudestein, Rotterdam Toeschouwers: 3.541 Arbiter: Nijhuis |                                 |           |           | Paauwe, Bovenberg, Nieveld, Ramsteijn, Nelom, Clasie 73' ( Van Steensel), Bergkamp, Koolwijk, Vincken 79' ( Alisic), Fernandez, Wattamaleo 64' ( Lagouireh) | Gentenaar, Timisela , Paauwe , 74', Yoshida, Nkume, Leemans 83' ( Uchebo), Ahahaoui, Van Kouwen , Viana 59' ( Chula), Boymans, Musa 76' ( De Regt) |  |
| Stadion: Stadion Woudestein, Rotterdam Toeschouwers: 3.541 Arbiter: Nijhuis |                                 |           |           | Paauwe, Bovenberg, Nieveld, Ramsteijn, Nelom, Clasie 73' ( Van Steensel), Bergkamp, Koolwijk, Vincken 79' ( Alisic), Fernandez, Wattamaleo 64' ( Lagouireh) | Gentenaar, Timisela , Paauwe , 74', Yoshida, Nkume, Leemans 83' ( Uchebo), Ahahaoui, Van Kouwen , Viana 59' ( Chula), Boymans, Musa 76' ( De Regt) |  |
|                                                                             |                                 |           |           | | |  |

Speelronde 16:
| Zondag 28 november 2010, 14:30                                                          | VVV-Venlo | 0-2 (0-0) | Ajax                   | Opstelling VVV-Venlo | Opstelling Ajax |  |
| Stadion: Seacon Stadion - De Koel -, Venlo Toeschouwers: 7.500 Arbiter: Van Hulten      |           |           | 62' Mido 70' Sulejmani | Begois, Timisela, De Regt, Yoshida, Fleuren, Van Kouwen 84' ( Leemans), Tóth , Nkume 56' ( Chula), Uchebo 77' ( Musa), Boymans, Ahahaoui | Stekelenburg, Van der Wiel, Alderweireld, Vertonghen, Anita, Tainio 46' ( Özbiliz), Enoh, Emanuelson , Eriksen 56' ( Mido), El Hamdaoui , Sulejmani |  |
| Stadion: Seacon Stadion - De Koel -, Venlo Toeschouwers: 7.500 Arbiter: Van Hulten      |           |           |                        | Begois, Timisela, De Regt, Yoshida, Fleuren, Van Kouwen 84' ( Leemans), Tóth , Nkume 56' ( Chula), Uchebo 77' ( Musa), Boymans, Ahahaoui | Stekelenburg, Van der Wiel, Alderweireld, Vertonghen, Anita, Tainio 46' ( Özbiliz), Enoh, Emanuelson , Eriksen 56' ( Mido), El Hamdaoui , Sulejmani |  |
| Stadion: Seacon Stadion - De Koel -, Venlo Toeschouwers: 7.500 Arbiter: Van Hulten      |           |           |                        | Begois, Timisela, De Regt, Yoshida, Fleuren, Van Kouwen 84' ( Leemans), Tóth , Nkume 56' ( Chula), Uchebo 77' ( Musa), Boymans, Ahahaoui | Stekelenburg, Van der Wiel, Alderweireld, Vertonghen, Anita, Tainio 46' ( Özbiliz), Enoh, Emanuelson , Eriksen 56' ( Mido), El Hamdaoui , Sulejmani |  |
| Bijz.: Paauwe automatisch geschorst vanwege rode kaart in de wedstrijd Excelsior - VVV. |           |           |                        | | |  |

Speelronde 17:
| Zondag 5 december 2010, 14:30                               | VVV-Venlo |  | Roda JC | Opstelling VVV-Venlo | Opstelling Roda JC |
| Stadion: Seacon Stadion - De Koel -, Venlo Arbiter: Janssen |           |  |         |                      |                    |
|                                                             |           |  |         |                      |                    |
|                                                             |           |  |         |                      |                    |
| Bijz.: Afgelast vanwege onbespeelbaar veld na sneeuwval.    |           |  |         |                      |                    |

Speelronde 18:
| Vrijdag 10 december 2010, 20:45                                     | Heracles Almelo            | 2-2 (2-0) | VVV-Venlo              | Opstelling Heracles Almelo | Opstelling VVV-Venlo |  |
| Stadion: Polman Stadion, Almelo Toeschouwers: 8.406 Arbiter: Winter | Everton 37' Armenteros 42' |           | 62' Boymans 90' Uchebo | Pasveer, Breukers, Maertens, Van der Linden 73' ( Ter Horst), Looms, Quansah, Overtoom, Fledderus, Douglas 89' ( Cairo), Armenteros 84' ( Rendla ), Everton | Begois, Timisela, Paauwe , Yoshida, Fleuren, Van Kouwen 90' ( De Regt), Tóth , Nkume 81' ( Chula), Musa , Boymans, Ahahaoui 55' ( Uchebo ) |  |
| Stadion: Polman Stadion, Almelo Toeschouwers: 8.406 Arbiter: Winter |                            |           |                        | Pasveer, Breukers, Maertens, Van der Linden 73' ( Ter Horst), Looms, Quansah, Overtoom, Fledderus, Douglas 89' ( Cairo), Armenteros 84' ( Rendla ), Everton | Begois, Timisela, Paauwe , Yoshida, Fleuren, Van Kouwen 90' ( De Regt), Tóth , Nkume 81' ( Chula), Musa , Boymans, Ahahaoui 55' ( Uchebo ) |  |
| Stadion: Polman Stadion, Almelo Toeschouwers: 8.406 Arbiter: Winter |                            |           |                        | Pasveer, Breukers, Maertens, Van der Linden 73' ( Ter Horst), Looms, Quansah, Overtoom, Fledderus, Douglas 89' ( Cairo), Armenteros 84' ( Rendla ), Everton | Begois, Timisela, Paauwe , Yoshida, Fleuren, Van Kouwen 90' ( De Regt), Tóth , Nkume 81' ( Chula), Musa , Boymans, Ahahaoui 55' ( Uchebo ) |  |
|                                                                     |                            |           |                        | | |  |

Speelronde 19:
| Zondag 19 december 2010, 14:30                                    | VVV-Venlo |  | FC Utrecht | Opstelling VVV-Venlo | Opstelling FC Utrecht |
| Stadion: Seacon Stadion - De Koel -, Venlo Arbiter: Haverkort     |           |  |            |                      |                       |
|                                                                   |           |  |            |                      |                       |
|                                                                   |           |  |            |                      |                       |
| Bijz.: Afgelast vanwege onbespeelbaar veld na sneeuwval en ijzel. |           |  |            |                      |                       |

Inhaalwedstrijd:
| Dinsdag 14 december 2010, 20:00                                                  | VVV-Venlo | 0-4 (0-3) | Roda JC                                      | Opstelling VVV-Venlo | Opstelling Roda JC |  |
| Stadion: Seacon Stadion - De Koel -, Venlo Toeschouwers: 8.000 Arbiter: Liesveld |           |           | 3' Janssen 22' Delorge 30' Junker 80' Junker | Begois, Timisela, Paauwe , Yoshida 46' ( De Regt), Fleuren, Van Kouwen 62' ( Josué), Tóth , Nkume 46' ( Leemans), Uchebo, Boymans, Musa | Tytoń, De fauw, Kah, Wielaert 77' ( Addo), Hempte, Delorge 84' ( Horsten), Vormer, Janssen, Djoum , Hadouir 86' ( Huysegems), Junker |  |
| Stadion: Seacon Stadion - De Koel -, Venlo Toeschouwers: 8.000 Arbiter: Liesveld |           |           |                                              | Begois, Timisela, Paauwe , Yoshida 46' ( De Regt), Fleuren, Van Kouwen 62' ( Josué), Tóth , Nkume 46' ( Leemans), Uchebo, Boymans, Musa | Tytoń, De fauw, Kah, Wielaert 77' ( Addo), Hempte, Delorge 84' ( Horsten), Vormer, Janssen, Djoum , Hadouir 86' ( Huysegems), Junker |  |
| Stadion: Seacon Stadion - De Koel -, Venlo Toeschouwers: 8.000 Arbiter: Liesveld |           |           |                                              | Begois, Timisela, Paauwe , Yoshida 46' ( De Regt), Fleuren, Van Kouwen 62' ( Josué), Tóth , Nkume 46' ( Leemans), Uchebo, Boymans, Musa | Tytoń, De fauw, Kah, Wielaert 77' ( Addo), Hempte, Delorge 84' ( Horsten), Vormer, Janssen, Djoum , Hadouir 86' ( Huysegems), Junker |  |
| Bijz.: Laatste competitiewedstrijd voor de winterstop.                           |           |           |                                              | | |  |

Inhaalwedstrijd:
| Woensdag 19 januari 2011, 18:45                                                   | VVV-Venlo   | 1-2 (1-1) | FC Utrecht               | Opstelling VVV-Venlo | Opstelling FC Utrecht |  |
| Stadion: Seacon Stadion - De Koel -, Venlo Toeschouwers: 7.500 Arbiter: Haverkort | Leemans 38' |           | 37' Demouge 90' Yıldırım | Begois, Timisela, Paauwe, De Regt, Fleuren 39', Leemans , Tóth , Vujičević 81' ( Ojo), Musa 73' ( Chula), Boymans, Ahahaoui 61' ( Kruijsen) | Vorm, Cornelisse, Vorstermans, Wuytens, Lensky, Duplan, Silberbauer , Strootman, Mertens 69' ( Brouwers), Asare 78' ( Yıldırım), Demouge |  |
| Stadion: Seacon Stadion - De Koel -, Venlo Toeschouwers: 7.500 Arbiter: Haverkort |             |           |                          | Begois, Timisela, Paauwe, De Regt, Fleuren 39', Leemans , Tóth , Vujičević 81' ( Ojo), Musa 73' ( Chula), Boymans, Ahahaoui 61' ( Kruijsen) | Vorm, Cornelisse, Vorstermans, Wuytens, Lensky, Duplan, Silberbauer , Strootman, Mertens 69' ( Brouwers), Asare 78' ( Yıldırım), Demouge |  |
| Stadion: Seacon Stadion - De Koel -, Venlo Toeschouwers: 7.500 Arbiter: Haverkort |             |           |                          | Begois, Timisela, Paauwe, De Regt, Fleuren 39', Leemans , Tóth , Vujičević 81' ( Ojo), Musa 73' ( Chula), Boymans, Ahahaoui 61' ( Kruijsen) | Vorm, Cornelisse, Vorstermans, Wuytens, Lensky, Duplan, Silberbauer , Strootman, Mertens 69' ( Brouwers), Asare 78' ( Yıldırım), Demouge |  |
| Bijz.: Eerste competitiewedstrijd na de winterstop.                               |             |           |                          | | |  |

Speelronde 20:
| Zondag 23 januari 2011, 14:30                                                                        | VVV-Venlo | 0-3 (0-2) | PSV                               | Opstelling VVV-Venlo | Opstelling PSV |  |
| Stadion: Seacon Stadion - De Koel -, Venlo Toeschouwers: 8.000 Arbiter: Kuipers                      |           |           | 14' Bouma 45' Lens 46' Hutchinson | Begois, Timisela, Paauwe 62' ( Ojo), De Regt, El Akchaoui, Leemans , Tóth , Vujičević, Musa, Boymans, Ahahaoui 46' ( Cullen) | Isaksson, Manolev , Marcelo 12' ( Maza), Bouma, Pieters, Hutchinson, Toivonen 76' ( Nijland), Engelaar, Lens, Berg 46' ( Koevermans), Dzsudzsák |  |
| Stadion: Seacon Stadion - De Koel -, Venlo Toeschouwers: 8.000 Arbiter: Kuipers                      |           |           |                                   | Begois, Timisela, Paauwe 62' ( Ojo), De Regt, El Akchaoui, Leemans , Tóth , Vujičević, Musa, Boymans, Ahahaoui 46' ( Cullen) | Isaksson, Manolev , Marcelo 12' ( Maza), Bouma, Pieters, Hutchinson, Toivonen 76' ( Nijland), Engelaar, Lens, Berg 46' ( Koevermans), Dzsudzsák |  |
| Stadion: Seacon Stadion - De Koel -, Venlo Toeschouwers: 8.000 Arbiter: Kuipers                      |           |           |                                   | Begois, Timisela, Paauwe 62' ( Ojo), De Regt, El Akchaoui, Leemans , Tóth , Vujičević, Musa, Boymans, Ahahaoui 46' ( Cullen) | Isaksson, Manolev , Marcelo 12' ( Maza), Bouma, Pieters, Hutchinson, Toivonen 76' ( Nijland), Engelaar, Lens, Berg 46' ( Koevermans), Dzsudzsák |  |
| Bijz.: Fleuren geschorst (1e wedstrijd) vanwege directe rode kaart in de wedstrijd VVV – FC Utrecht. |           |           |                                   | | |  |

Speelronde 21:
| Zaterdag 29 januari 2011, 19:45                                                                      | AZ                                                                                        | 6-1 (3-1) | VVV-Venlo | Opstelling AZ | Opstelling VVV-Venlo |  |
| Stadion: DSB Stadion, Alkmaar Toeschouwers: 16.128 Arbiter: Gözübüyük                                | Sigþórsson 5' Sigþórsson 13' Sigþórsson 26' Sigþórsson 47' Guðmundsson 50' Sigþórsson 69' |           | 37' Musa  | Romero, Marcellis, Moisander 72' ( Viergever), Moreno, Klavan 46' ( Poulsen), Elm , Martens, Schaars, Benschop, Sigþórsson, Guðmundsson 67' ( Ortíz) | Begois, Timisela, Leemans, De Regt, El Akchaoui, Ojo 85' ( Verbeek), Tóth 58' ( Kruijsen), Vujičević, Musa, Boymans, Cullen 46' ( Ahahaoui) |  |
| Stadion: DSB Stadion, Alkmaar Toeschouwers: 16.128 Arbiter: Gözübüyük                                |                                                                                           |           |           | Romero, Marcellis, Moisander 72' ( Viergever), Moreno, Klavan 46' ( Poulsen), Elm , Martens, Schaars, Benschop, Sigþórsson, Guðmundsson 67' ( Ortíz) | Begois, Timisela, Leemans, De Regt, El Akchaoui, Ojo 85' ( Verbeek), Tóth 58' ( Kruijsen), Vujičević, Musa, Boymans, Cullen 46' ( Ahahaoui) |  |
| Stadion: DSB Stadion, Alkmaar Toeschouwers: 16.128 Arbiter: Gözübüyük                                |                                                                                           |           |           | Romero, Marcellis, Moisander 72' ( Viergever), Moreno, Klavan 46' ( Poulsen), Elm , Martens, Schaars, Benschop, Sigþórsson, Guðmundsson 67' ( Ortíz) | Begois, Timisela, Leemans, De Regt, El Akchaoui, Ojo 85' ( Verbeek), Tóth 58' ( Kruijsen), Vujičević, Musa, Boymans, Cullen 46' ( Ahahaoui) |  |
| Bijz.: Fleuren geschorst (2e wedstrijd) vanwege directe rode kaart in de wedstrijd VVV – FC Utrecht. |                                                                                           |           |           | | |  |

Speelronde 22:
| Zaterdag 5 februari 2011, 20:45                                                | VVV-Venlo                                         | 3-0 (1-0) | NAC Breda | Opstelling VVV-Venlo | Opstelling NAC Breda |  |
| Stadion: Seacon Stadion - De Koel -, Venlo Toeschouwers: 7.500 Arbiter: Bossen | Musa 2' Boymans 38' (pen.) Chula 58' Ahahaoui 89' |           |           | Begois, Timisela, Yoshida, De Regt, El Akchaoui, Leemans, Tóth , Vujičević, Chula 71' ( Cullen), Boymans, Musa 85' ( Ahahaoui) | Ten Rouwelaar, Fehér, Koenders, Luijckx, Janse, Gilissen 86' ( Kolkka), Gorter 46' ( Gudelj), Schilder, Leonardo 40' ( Jenner), Idabdelhay , Lurling |  |
| Stadion: Seacon Stadion - De Koel -, Venlo Toeschouwers: 7.500 Arbiter: Bossen |                                                   |           |           | Begois, Timisela, Yoshida, De Regt, El Akchaoui, Leemans, Tóth , Vujičević, Chula 71' ( Cullen), Boymans, Musa 85' ( Ahahaoui) | Ten Rouwelaar, Fehér, Koenders, Luijckx, Janse, Gilissen 86' ( Kolkka), Gorter 46' ( Gudelj), Schilder, Leonardo 40' ( Jenner), Idabdelhay , Lurling |  |
| Stadion: Seacon Stadion - De Koel -, Venlo Toeschouwers: 7.500 Arbiter: Bossen |                                                   |           |           | Begois, Timisela, Yoshida, De Regt, El Akchaoui, Leemans, Tóth , Vujičević, Chula 71' ( Cullen), Boymans, Musa 85' ( Ahahaoui) | Ten Rouwelaar, Fehér, Koenders, Luijckx, Janse, Gilissen 86' ( Kolkka), Gorter 46' ( Gudelj), Schilder, Leonardo 40' ( Jenner), Idabdelhay , Lurling |  |
|                                                                                |                                                   |           |           | | |  |

Speelronde 23:
| Zaterdag 12 februari 2011, 18:45                                      | ADO Den Haag                                   | 3-0 (0-0) | VVV-Venlo | Opstelling ADO Den Haag | Opstelling VVV-Venlo                                                                                              |  |
| Stadion: Kyocera Stadion, Den Haag Toeschouwers: 15.000 Arbiter: Vink | Toornstra 53' Boelykin 63' (pen.) Boelykin 83' |           |           | Coutinho, Ammi, Derijck, N'Toko, Piqué, Immers, Toornstra, Radosavljevič, Verhoek , Boelykin 88' ( Brouwer), Kubík 84' ( Vicento) | Begois, Timisela, Yoshida, De Regt, El Akchaoui, Leemans , Cullen, Vujičević, Chula , Boymans 68' ( Uchebo), Musa |  |
| Stadion: Kyocera Stadion, Den Haag Toeschouwers: 15.000 Arbiter: Vink |                                                |           |           | Coutinho, Ammi, Derijck, N'Toko, Piqué, Immers, Toornstra, Radosavljevič, Verhoek , Boelykin 88' ( Brouwer), Kubík 84' ( Vicento) | Begois, Timisela, Yoshida, De Regt, El Akchaoui, Leemans , Cullen, Vujičević, Chula , Boymans 68' ( Uchebo), Musa |  |
| Stadion: Kyocera Stadion, Den Haag Toeschouwers: 15.000 Arbiter: Vink |                                                |           |           | Coutinho, Ammi, Derijck, N'Toko, Piqué, Immers, Toornstra, Radosavljevič, Verhoek , Boelykin 88' ( Brouwer), Kubík 84' ( Vicento) | Begois, Timisela, Yoshida, De Regt, El Akchaoui, Leemans , Cullen, Vujičević, Chula , Boymans 68' ( Uchebo), Musa |  |
| Bijz.: Tóth automatisch geschorst vanwege 5e gele kaart.              |                                                |           |           | | |  |

Speelronde 24:
| Zondag 20 februari 2011, 14:30                                             | Ajax            | 1-0 (1-0) | VVV-Venlo | Opstelling Ajax | Opstelling VVV-Venlo |  |
| Stadion: Amsterdam ArenA, Amsterdam Toeschouwers: 51.078 Arbiter: Wegereef | El Hamdaoui 11' |           |           | Stekelenburg, Van der Wiel, Alderweireld, Vertonghen, Anita, De Jong, Eriksen, Enoh, Sulejmani 58' ( Özbiliz), El Hamdaoui 74' ( De Zeeuw), Ebecilio | Begois, Timisela , Yoshida, De Regt, El Akchaoui, Leemans , 74', Tóth , Vujičević 71' ( Cullen), Musa 54' ( Chula), Uchebo 86' ( Linssen), Ahahaoui |  |
| Stadion: Amsterdam ArenA, Amsterdam Toeschouwers: 51.078 Arbiter: Wegereef |                 |           |           | Stekelenburg, Van der Wiel, Alderweireld, Vertonghen, Anita, De Jong, Eriksen, Enoh, Sulejmani 58' ( Özbiliz), El Hamdaoui 74' ( De Zeeuw), Ebecilio | Begois, Timisela , Yoshida, De Regt, El Akchaoui, Leemans , 74', Tóth , Vujičević 71' ( Cullen), Musa 54' ( Chula), Uchebo 86' ( Linssen), Ahahaoui |  |
| Stadion: Amsterdam ArenA, Amsterdam Toeschouwers: 51.078 Arbiter: Wegereef |                 |           |           | Stekelenburg, Van der Wiel, Alderweireld, Vertonghen, Anita, De Jong, Eriksen, Enoh, Sulejmani 58' ( Özbiliz), El Hamdaoui 74' ( De Zeeuw), Ebecilio | Begois, Timisela , Yoshida, De Regt, El Akchaoui, Leemans , 74', Tóth , Vujičević 71' ( Cullen), Musa 54' ( Chula), Uchebo 86' ( Linssen), Ahahaoui |  |
|                                                                            |                 |           |           | | |  |

Speelronde 25:
| Zaterdag 26 februari 2011, 20:45                                                    | VVV-Venlo | 1-0 (1-0) | Excelsior | Opstelling VVV-Venlo | Opstelling Excelsior |  |
| Stadion: Seacon Stadion - De Koel -, Venlo Toeschouwers: 7.500 Arbiter: Kuipers     | Cullen 1' |           |           | Begois, De Regt, Yoshida, El Akchaoui, Fleuren 80' ( Timisela), Cullen, Tóth , Vujičević , Chula, Uchebo 57' ( Boymans), Musa 73' ( Ahahaoui) | Paauwe, Bovenberg, Nieveld, Ramsteijn, Nelom , Roorda 54' ( Lagouireh), Clasie, Koolwijk, Fernandez, Fileccia 72' ( Van Steensel), Zeegelaar 46' ( Wattamaleo) |  |
| Stadion: Seacon Stadion - De Koel -, Venlo Toeschouwers: 7.500 Arbiter: Kuipers     |           |           |           | Begois, De Regt, Yoshida, El Akchaoui, Fleuren 80' ( Timisela), Cullen, Tóth , Vujičević , Chula, Uchebo 57' ( Boymans), Musa 73' ( Ahahaoui) | Paauwe, Bovenberg, Nieveld, Ramsteijn, Nelom , Roorda 54' ( Lagouireh), Clasie, Koolwijk, Fernandez, Fileccia 72' ( Van Steensel), Zeegelaar 46' ( Wattamaleo) |  |
| Stadion: Seacon Stadion - De Koel -, Venlo Toeschouwers: 7.500 Arbiter: Kuipers     |           |           |           | Begois, De Regt, Yoshida, El Akchaoui, Fleuren 80' ( Timisela), Cullen, Tóth , Vujičević , Chula, Uchebo 57' ( Boymans), Musa 73' ( Ahahaoui) | Paauwe, Bovenberg, Nieveld, Ramsteijn, Nelom , Roorda 54' ( Lagouireh), Clasie, Koolwijk, Fernandez, Fileccia 72' ( Van Steensel), Zeegelaar 46' ( Wattamaleo) |  |
| Bijz.: Leemans automatisch geschorst vanwege rode kaart in de wedstrijd Ajax - VVV. |           |           |           | | |  |

Speelronde 26:
| Zaterdag 5 maart 2011, 19:45                                            | Vitesse                           | 2-0 (0-0) | VVV-Venlo | Opstelling Vitesse                                                                                             | Opstelling VVV-Venlo |  |
| Stadion: Gelredome, Arnhem Toeschouwers: 13.574 Arbiter: Virant, België | Van Ginkel 48' De Regt 90' (e.d.) |           |           | Room, Yasuda, Kasjia, Rajković, Büttner, Riverola, López, Pröpper, Matić 79' ( Pedersen), Van Ginkel , Aissati | Begois, De Regt , Yoshida , El Akchaoui, Fleuren 83' ( Leemans), Cullen, Tóth , Vujičević, Chula 54' ( Ojo), Boymans 73' ( Uchebo), Musa |  |
| Stadion: Gelredome, Arnhem Toeschouwers: 13.574 Arbiter: Virant, België |                                   |           |           | Room, Yasuda, Kasjia, Rajković, Büttner, Riverola, López, Pröpper, Matić 79' ( Pedersen), Van Ginkel , Aissati | Begois, De Regt , Yoshida , El Akchaoui, Fleuren 83' ( Leemans), Cullen, Tóth , Vujičević, Chula 54' ( Ojo), Boymans 73' ( Uchebo), Musa |  |
| Stadion: Gelredome, Arnhem Toeschouwers: 13.574 Arbiter: Virant, België |                                   |           |           | Room, Yasuda, Kasjia, Rajković, Büttner, Riverola, López, Pröpper, Matić 79' ( Pedersen), Van Ginkel , Aissati | Begois, De Regt , Yoshida , El Akchaoui, Fleuren 83' ( Leemans), Cullen, Tóth , Vujičević, Chula 54' ( Ojo), Boymans 73' ( Uchebo), Musa |  |
|                                                                         |                                   |           |           | | |  |

Speelronde 27:
| Zondag 13 maart 2011, 14:30                                                   | FC Twente          | 2-1 (1-1) | VVV-Venlo  | Opstelling FC Twente | Opstelling VVV-Venlo |  |
| Stadion: De Grolsch Veste, Enschede Toeschouwers: 23.800 Arbiter: Wiedemeijer | 30' Brama 83' John |           | 3' De Regt | Michajlov, Rosales , Onyewu, Bengtsson, Buysse 64' ( Tiendalli), Brama, De Jong, Janssen, Bajrami 65' ( John), Janko 84' ( Landzaat), Chadli | Begois, Timisela, Yoshida, De Regt, Kruijsen, Leemans, Tóth 60' ( Ojo), Vujičević , Musa 46' ( Uchebo ), Boymans , Cullen 85' ( Chula) |  |
| Stadion: De Grolsch Veste, Enschede Toeschouwers: 23.800 Arbiter: Wiedemeijer |                    |           |            | Michajlov, Rosales , Onyewu, Bengtsson, Buysse 64' ( Tiendalli), Brama, De Jong, Janssen, Bajrami 65' ( John), Janko 84' ( Landzaat), Chadli | Begois, Timisela, Yoshida, De Regt, Kruijsen, Leemans, Tóth 60' ( Ojo), Vujičević , Musa 46' ( Uchebo ), Boymans , Cullen 85' ( Chula) |  |
| Stadion: De Grolsch Veste, Enschede Toeschouwers: 23.800 Arbiter: Wiedemeijer |                    |           |            | Michajlov, Rosales , Onyewu, Bengtsson, Buysse 64' ( Tiendalli), Brama, De Jong, Janssen, Bajrami 65' ( John), Janko 84' ( Landzaat), Chadli | Begois, Timisela, Yoshida, De Regt, Kruijsen, Leemans, Tóth 60' ( Ojo), Vujičević , Musa 46' ( Uchebo ), Boymans , Cullen 85' ( Chula) |  |
|                                                                               |                    |           |            | | |  |

Speelronde 28:
| Zaterdag 19 maart 2011, 19:45                                                     | VVV-Venlo | 0-0 (0-0) | Willem II | Opstelling VVV-Venlo | Opstelling Willem II |  |
| Stadion: Seacon Stadion - De Koel -, Venlo Toeschouwers: 7.500 Arbiter: Braamhaar |           |           |           | Begois, Timisela, Yoshida, De Regt, El Akchaoui, Ojo 37' ( Musa), Tóth , Vujičević, Chula 46' ( Leemans), Boymans, Cullen 73' ( Uchebo) | Verhulst, Gravenbeek, Biemans, Swinkels, Pereira, Ippel 70' ( Levchenko), Lasnik, Van der Heijden, Rigters, Hakola 71' ( Střihavka), Janga |  |
| Stadion: Seacon Stadion - De Koel -, Venlo Toeschouwers: 7.500 Arbiter: Braamhaar |           |           |           | Begois, Timisela, Yoshida, De Regt, El Akchaoui, Ojo 37' ( Musa), Tóth , Vujičević, Chula 46' ( Leemans), Boymans, Cullen 73' ( Uchebo) | Verhulst, Gravenbeek, Biemans, Swinkels, Pereira, Ippel 70' ( Levchenko), Lasnik, Van der Heijden, Rigters, Hakola 71' ( Střihavka), Janga |  |
| Stadion: Seacon Stadion - De Koel -, Venlo Toeschouwers: 7.500 Arbiter: Braamhaar |           |           |           | Begois, Timisela, Yoshida, De Regt, El Akchaoui, Ojo 37' ( Musa), Tóth , Vujičević, Chula 46' ( Leemans), Boymans, Cullen 73' ( Uchebo) | Verhulst, Gravenbeek, Biemans, Swinkels, Pereira, Ippel 70' ( Levchenko), Lasnik, Van der Heijden, Rigters, Hakola 71' ( Střihavka), Janga |  |
|                                                                                   |           |           |           | | |  |

Speelronde 29:
| Zondag 3 april 2011, 14:30                                           | FC Groningen                               | 3-2 (3-1) | VVV-Venlo                | Opstelling FC Groningen | Opstelling VVV-Venlo |  |
| Stadion: Euroborg, Groningen Toeschouwers: 22.078 Arbiter: Haverkort | Tadić 16' Granqvist 22' De Regt 45' (e.d.) |           | 41' Vujičević 59' Cullen | Van Loo, Kieftenbeld , Ivens, Granqvist, Stenman, Enevoldsen, Hiariej 88' ( Ajilore), Bacuna 70' ( Holla), Sparv, Tadić, Pedersen 77' ( Matavž) | Begois, Timisela , Yoshida, De Regt, El Akchaoui, Leemans 73' ( Uchebo), Tóth , Vujičević 86' ( Linssen), Musa, Boymans , Cullen |  |
| Stadion: Euroborg, Groningen Toeschouwers: 22.078 Arbiter: Haverkort |                                            |           |                          | Van Loo, Kieftenbeld , Ivens, Granqvist, Stenman, Enevoldsen, Hiariej 88' ( Ajilore), Bacuna 70' ( Holla), Sparv, Tadić, Pedersen 77' ( Matavž) | Begois, Timisela , Yoshida, De Regt, El Akchaoui, Leemans 73' ( Uchebo), Tóth , Vujičević 86' ( Linssen), Musa, Boymans , Cullen |  |
| Stadion: Euroborg, Groningen Toeschouwers: 22.078 Arbiter: Haverkort |                                            |           |                          | Van Loo, Kieftenbeld , Ivens, Granqvist, Stenman, Enevoldsen, Hiariej 88' ( Ajilore), Bacuna 70' ( Holla), Sparv, Tadić, Pedersen 77' ( Matavž) | Begois, Timisela , Yoshida, De Regt, El Akchaoui, Leemans 73' ( Uchebo), Tóth , Vujičević 86' ( Linssen), Musa, Boymans , Cullen |  |
|                                                                      |                                            |           |                          | | |  |

Speelronde 30:
| Zaterdag 9 april 2011, 18:45                                                 | VVV-Venlo       | 1-4 (0-1) | N.E.C.                                             | Opstelling VVV-Venlo | Opstelling N.E.C. |  |
| Stadion: Seacon Stadion - De Koel -, Venlo Toeschouwers: 7.500 Arbiter: Blom | Musa 90' (pen.) |           | 22' Davids 58' Goossens 61' Vleminckx 81' Goossens | Begois, De Regt, Yoshida, El Akchaoui, Fleuren, Leemans , Tóth 45' ( Uchebo), Vujičević 76' ( Linssen), Musa, Boymans, Cullen | Cillessen, Will 25' ( Otten ), Nuytinck, Zomer, Amieux, Sibum 77' ( Loen), Schöne, Davids, George 82' ( Chatelle), Vleminckx, Goossens |  |
| Stadion: Seacon Stadion - De Koel -, Venlo Toeschouwers: 7.500 Arbiter: Blom |                 |           |                                                    | Begois, De Regt, Yoshida, El Akchaoui, Fleuren, Leemans , Tóth 45' ( Uchebo), Vujičević 76' ( Linssen), Musa, Boymans, Cullen | Cillessen, Will 25' ( Otten ), Nuytinck, Zomer, Amieux, Sibum 77' ( Loen), Schöne, Davids, George 82' ( Chatelle), Vleminckx, Goossens |  |
| Stadion: Seacon Stadion - De Koel -, Venlo Toeschouwers: 7.500 Arbiter: Blom |                 |           |                                                    | Begois, De Regt, Yoshida, El Akchaoui, Fleuren, Leemans , Tóth 45' ( Uchebo), Vujičević 76' ( Linssen), Musa, Boymans, Cullen | Cillessen, Will 25' ( Otten ), Nuytinck, Zomer, Amieux, Sibum 77' ( Loen), Schöne, Davids, George 82' ( Chatelle), Vleminckx, Goossens |  |
| Bijz.: Timisela automatisch geschorst vanwege 5e gele kaart.                 |                 |           |                                                    | | |  |

Speelronde 31:
| Zaterdag 16 april 2011, 19:45                                                                                     | Roda JC                                              | 5-2 (3-0) | VVV-Venlo               | Opstelling Roda JC | Opstelling VVV-Venlo |  |
| Stadion: Parkstad Limburg Stadion, Kerkrade Toeschouwers: 16.300 Arbiter: Vink                                    | Wielaert 5' Junker 15' Junker 30' Junker 56' Kah 60' |           | 84' Timisela 86' Uchebo | Van Eijk, De fauw, Kah, Wielaert, Hempte, Delorge, Vormer, Janssen, Hadouir 80' ( Djoum), Skoubo 61' ( Pluim), Junker | Gentenaar, Timisela, Yoshida, De Regt, El Akchaoui, Leemans 61' ( Linssen), Kruijsen, Fleuren, Musa 76' ( Chula), Uchebo, Cullen 84' ( Verbeek) |  |
| Stadion: Parkstad Limburg Stadion, Kerkrade Toeschouwers: 16.300 Arbiter: Vink                                    |                                                      |           |                         | Van Eijk, De fauw, Kah, Wielaert, Hempte, Delorge, Vormer, Janssen, Hadouir 80' ( Djoum), Skoubo 61' ( Pluim), Junker | Gentenaar, Timisela, Yoshida, De Regt, El Akchaoui, Leemans 61' ( Linssen), Kruijsen, Fleuren, Musa 76' ( Chula), Uchebo, Cullen 84' ( Verbeek) |  |
| Stadion: Parkstad Limburg Stadion, Kerkrade Toeschouwers: 16.300 Arbiter: Vink                                    |                                                      |           |                         | Van Eijk, De fauw, Kah, Wielaert, Hempte, Delorge, Vormer, Janssen, Hadouir 80' ( Djoum), Skoubo 61' ( Pluim), Junker | Gentenaar, Timisela, Yoshida, De Regt, El Akchaoui, Leemans 61' ( Linssen), Kruijsen, Fleuren, Musa 76' ( Chula), Uchebo, Cullen 84' ( Verbeek) |  |
| Bijz.: Vujičević automatisch geschorst vanwege 5e gele kaart en Tóth automatisch geschorst vanwege 7e gele kaart. |                                                      |           |                         | | |  |

Speelronde 32:
| Zaterdag 23 april 2011, 20:45                                                   | VVV-Venlo                                    | 2-2 (0-1) | sc Heerenveen         | Opstelling VVV-Venlo | Opstelling sc Heerenveen                                                                                                   |  |
| Stadion: Seacon Stadion - De Koel -, Venlo Toeschouwers: 7.500 Arbiter: Nijhuis | Vujičević 56' (pen.) Boymans 86' Boymans 88' |           | 45' Väyrynen 90' Dost | Gentenaar, Timisela 82' ( Linssen), Yoshida, De Regt , El Akchaoui , Cullen, Tóth 45' ( Kruijsen), Vujičević, Musa, Uchebo, Ahahaoui 72' ( Boymans ) | Stuhr Ellegaard, Janmaat , Gouweleeuw, Kruiswijk, Breuer, Haglund, Assaidi , Väyrynen, Narsingh, Dost 64' ( Elm ), Beerens |  |
| Stadion: Seacon Stadion - De Koel -, Venlo Toeschouwers: 7.500 Arbiter: Nijhuis |                                              |           |                       | Gentenaar, Timisela 82' ( Linssen), Yoshida, De Regt , El Akchaoui , Cullen, Tóth 45' ( Kruijsen), Vujičević, Musa, Uchebo, Ahahaoui 72' ( Boymans ) | Stuhr Ellegaard, Janmaat , Gouweleeuw, Kruiswijk, Breuer, Haglund, Assaidi , Väyrynen, Narsingh, Dost 64' ( Elm ), Beerens |  |
| Stadion: Seacon Stadion - De Koel -, Venlo Toeschouwers: 7.500 Arbiter: Nijhuis |                                              |           |                       | Gentenaar, Timisela 82' ( Linssen), Yoshida, De Regt , El Akchaoui , Cullen, Tóth 45' ( Kruijsen), Vujičević, Musa, Uchebo, Ahahaoui 72' ( Boymans ) | Stuhr Ellegaard, Janmaat , Gouweleeuw, Kruiswijk, Breuer, Haglund, Assaidi , Väyrynen, Narsingh, Dost 64' ( Elm ), Beerens |  |
|                                                                                 |                                              |           |                       | | |  |

Speelronde 33:
| Zondag 1 mei 2011, 14:30                                                         | VVV-Venlo                    | 3-2 (1-0) | Feyenoord                    | Opstelling VVV-Venlo | Opstelling Feyenoord |  |
| Stadion: Seacon Stadion - De Koel -, Venlo Toeschouwers: 8.000 Arbiter: Liesveld | Musa 35' Musa 70' Uchebo 78' |           | 66' Wijnaldum 74' Castaignos | Gentenaar , Timisela, Yoshida, De Regt, El Akchaoui, Cullen, Kruijsen 75' ( Chula), Vujičević 69' ( Ojo), Musa 90' ( Nkume), Uchebo , Ahahaoui | Mulder, Mokotjo, De Vrij, Bahia, Martins Indi 46' ( De Cler), Meeuwis, Wijnaldum, Fer, Simon 57' ( Larsen), Castaignos, Biseswar |  |
| Stadion: Seacon Stadion - De Koel -, Venlo Toeschouwers: 8.000 Arbiter: Liesveld |                              |           |                              | Gentenaar , Timisela, Yoshida, De Regt, El Akchaoui, Cullen, Kruijsen 75' ( Chula), Vujičević 69' ( Ojo), Musa 90' ( Nkume), Uchebo , Ahahaoui | Mulder, Mokotjo, De Vrij, Bahia, Martins Indi 46' ( De Cler), Meeuwis, Wijnaldum, Fer, Simon 57' ( Larsen), Castaignos, Biseswar |  |
| Stadion: Seacon Stadion - De Koel -, Venlo Toeschouwers: 8.000 Arbiter: Liesveld |                              |           |                              | Gentenaar , Timisela, Yoshida, De Regt, El Akchaoui, Cullen, Kruijsen 75' ( Chula), Vujičević 69' ( Ojo), Musa 90' ( Nkume), Uchebo , Ahahaoui | Mulder, Mokotjo, De Vrij, Bahia, Martins Indi 46' ( De Cler), Meeuwis, Wijnaldum, Fer, Simon 57' ( Larsen), Castaignos, Biseswar |  |
| Bijz.: Boymans automatisch geschorst vanwege 5e gele kaart.                      |                              |           |                              | | |  |

Speelronde 34:
| Zondag 15 mei 2011, 14:30                                                         | De Graafschap | 1-0 (1-0) | VVV-Venlo | Opstelling De Graafschap | Opstelling VVV-Venlo |  |
| Stadion: Stadion De Vijverberg, Doetinchem Toeschouwers: 12.030 Arbiter: Wegereef | Poepon 6'     |           |           | Terol, Wormgoor , Buijs, Broekhof 90' ( Sebens), Fränkel, Kujala, Meijer, Rose, Jungschläger 90' ( Jansen), De Ridder 77' ( Bargas), Poepon | Gentenaar, De Regt 75' ( Ojo), Yoshida, El Akchaoui , Fleuren, Cullen, Kruijsen 76' ( Tóth), Vujičević, Musa, Uchebo, Ahahaoui |  |
| Stadion: Stadion De Vijverberg, Doetinchem Toeschouwers: 12.030 Arbiter: Wegereef |               |           |           | Terol, Wormgoor , Buijs, Broekhof 90' ( Sebens), Fränkel, Kujala, Meijer, Rose, Jungschläger 90' ( Jansen), De Ridder 77' ( Bargas), Poepon | Gentenaar, De Regt 75' ( Ojo), Yoshida, El Akchaoui , Fleuren, Cullen, Kruijsen 76' ( Tóth), Vujičević, Musa, Uchebo, Ahahaoui |  |
| Stadion: Stadion De Vijverberg, Doetinchem Toeschouwers: 12.030 Arbiter: Wegereef |               |           |           | Terol, Wormgoor , Buijs, Broekhof 90' ( Sebens), Fränkel, Kujala, Meijer, Rose, Jungschläger 90' ( Jansen), De Ridder 77' ( Bargas), Poepon | Gentenaar, De Regt 75' ( Ojo), Yoshida, El Akchaoui , Fleuren, Cullen, Kruijsen 76' ( Tóth), Vujičević, Musa, Uchebo, Ahahaoui |  |
|                                                                                   |               |           |           | | |  |

### Play-offs om promotie/degradatie
Tweede ronde, heenwedstrijd:
| Donderdag 19 mei 2011, 18:45                                          | FC Volendam | 1-2 (0-1) | VVV-Venlo           | Opstelling FC Volendam                                                                                                   | Opstelling VVV-Venlo |  |
| Stadion: Kras Stadion, Volendam Toeschouwers: 3.122 Arbiter: Liesveld | Platje 69'  |           | 42' Cullen 89' Musa | Ruiter, Bakkenes, Schilder, Lindenbergh, Sterk, Kruys, Dissels 65' ( Kramer), Zsidai, Platje, Tuijp 73' ( Tol), Van Dijk | Gentenaar, Timisela, Yoshida, De Regt, El Akchaoui, Cullen, Tóth , Vujičević 46' ( Ojo), Musa, Uchebo 68' ( Boymans), Ahahaoui 78' ( Chula) |  |
| Stadion: Kras Stadion, Volendam Toeschouwers: 3.122 Arbiter: Liesveld |             |           |                     | Ruiter, Bakkenes, Schilder, Lindenbergh, Sterk, Kruys, Dissels 65' ( Kramer), Zsidai, Platje, Tuijp 73' ( Tol), Van Dijk | Gentenaar, Timisela, Yoshida, De Regt, El Akchaoui, Cullen, Tóth , Vujičević 46' ( Ojo), Musa, Uchebo 68' ( Boymans), Ahahaoui 78' ( Chula) |  |
| Stadion: Kras Stadion, Volendam Toeschouwers: 3.122 Arbiter: Liesveld |             |           |                     | Ruiter, Bakkenes, Schilder, Lindenbergh, Sterk, Kruys, Dissels 65' ( Kramer), Zsidai, Platje, Tuijp 73' ( Tol), Van Dijk | Gentenaar, Timisela, Yoshida, De Regt, El Akchaoui, Cullen, Tóth , Vujičević 46' ( Ojo), Musa, Uchebo 68' ( Boymans), Ahahaoui 78' ( Chula) |  |
|                                                                       |             |           |                     | | |  |

Tweede ronde, return:
| Zondag 22 mei 2011, 14:30                                                        | VVV-Venlo             | 2-0 (1-0) | FC Volendam | Opstelling VVV-Venlo | Opstelling FC Volendam |  |
| Stadion: Seacon Stadion - De Koel -, Venlo Toeschouwers: 5.500 Arbiter: Makkelie | Cullen 6' Boymans 64' |           |             | Gentenaar, Timisela, Yoshida, De Regt, El Akchaoui, Cullen, Tóth 67' ( Leemans), Ojo, Musa, Uchebo 61' ( Boymans), Ahahaoui 10' ( Chula) | Ruiter, Bakkenes, Schilder, Lindenbergh, Sterk, Kruys, Dissels 53' ( Kramer), Zsidai 62' ( Ajnane), Platje, Tuijp 86' ( Tol), Van Dijk |  |
| Stadion: Seacon Stadion - De Koel -, Venlo Toeschouwers: 5.500 Arbiter: Makkelie |                       |           |             | Gentenaar, Timisela, Yoshida, De Regt, El Akchaoui, Cullen, Tóth 67' ( Leemans), Ojo, Musa, Uchebo 61' ( Boymans), Ahahaoui 10' ( Chula) | Ruiter, Bakkenes, Schilder, Lindenbergh, Sterk, Kruys, Dissels 53' ( Kramer), Zsidai 62' ( Ajnane), Platje, Tuijp 86' ( Tol), Van Dijk |  |
| Stadion: Seacon Stadion - De Koel -, Venlo Toeschouwers: 5.500 Arbiter: Makkelie |                       |           |             | Gentenaar, Timisela, Yoshida, De Regt, El Akchaoui, Cullen, Tóth 67' ( Leemans), Ojo, Musa, Uchebo 61' ( Boymans), Ahahaoui 10' ( Chula) | Ruiter, Bakkenes, Schilder, Lindenbergh, Sterk, Kruys, Dissels 53' ( Kramer), Zsidai 62' ( Ajnane), Platje, Tuijp 86' ( Tol), Van Dijk |  |
| Bijz.: VVV plaatst zich voor de volgende ronde.                                  |                       |           |             | | |  |

Derde ronde, heenwedstrijd:
| Donderdag 26 mei 2011, 20:00                                                | FC Zwolle       | 1-2 (0-0) | VVV-Venlo             | Opstelling FC Zwolle | Opstelling VVV-Venlo |  |
| Stadion: FC Zwolle Stadion, Zwolle Toeschouwers: 8.305 Arbiter: Wiedemeijer | Slot 88' (pen.) |           | 70' Uchebo 79' Uchebo | Boer, Pot, Botteghin, Van der Haar, Bakkati, Van Polen 72' ( Maachi), Slot, Olijve, Van den Berg, Ars 66' ( Wildschut), Schreurs | Gentenaar, Timisela, Yoshida, De Regt, El Akchaoui, Ojo 79' ( Ahahaoui), Tóth 82' ( Leemans 90'), Vujičević, Musa, Boymans 67' ( Uchebo ), Cullen |  |
| Stadion: FC Zwolle Stadion, Zwolle Toeschouwers: 8.305 Arbiter: Wiedemeijer |                 |           |                       | Boer, Pot, Botteghin, Van der Haar, Bakkati, Van Polen 72' ( Maachi), Slot, Olijve, Van den Berg, Ars 66' ( Wildschut), Schreurs | Gentenaar, Timisela, Yoshida, De Regt, El Akchaoui, Ojo 79' ( Ahahaoui), Tóth 82' ( Leemans 90'), Vujičević, Musa, Boymans 67' ( Uchebo ), Cullen |  |
| Stadion: FC Zwolle Stadion, Zwolle Toeschouwers: 8.305 Arbiter: Wiedemeijer |                 |           |                       | Boer, Pot, Botteghin, Van der Haar, Bakkati, Van Polen 72' ( Maachi), Slot, Olijve, Van den Berg, Ars 66' ( Wildschut), Schreurs | Gentenaar, Timisela, Yoshida, De Regt, El Akchaoui, Ojo 79' ( Ahahaoui), Tóth 82' ( Leemans 90'), Vujičević, Musa, Boymans 67' ( Uchebo ), Cullen |  |
|                                                                             |                 |           |                       | | |  |

Derde ronde, return:
| Zondag 29 mei 2011, 16:30 | VVV-Venlo                | 2-2 (1-1) | FC Zwolle                 | Opstelling VVV-Venlo | Opstelling FC Zwolle |  |
| Stadion: Seacon Stadion - De Koel -, Venlo Toeschouwers: 7.800 Arbiter: Haverkort                                                        | Tóth 45' (pen.) Musa 87' |           | 25' (pen.) Ars 59' Maachi | Gentenaar, Timisela 90', Yoshida, De Regt, El Akchaoui, Cullen 90' ( Nkume), Tóth , 68', Vujičević 69' ( Kruijsen), Musa, Uchebo, Ahahaoui 75' ( Boymans) | Boer , Pot, Botteghin, Van der Haar, Bakkati 88' ( Schreurs), Van Polen, Slot, Van den Berg 81' ( Olijve ), Maachi, Ars, Wildschut |  |
| Stadion: Seacon Stadion - De Koel -, Venlo Toeschouwers: 7.800 Arbiter: Haverkort                                                        |                          |           |                           | Gentenaar, Timisela 90', Yoshida, De Regt, El Akchaoui, Cullen 90' ( Nkume), Tóth , 68', Vujičević 69' ( Kruijsen), Musa, Uchebo, Ahahaoui 75' ( Boymans) | Boer , Pot, Botteghin, Van der Haar, Bakkati 88' ( Schreurs), Van Polen, Slot, Van den Berg 81' ( Olijve ), Maachi, Ars, Wildschut |  |
| Stadion: Seacon Stadion - De Koel -, Venlo Toeschouwers: 7.800 Arbiter: Haverkort                                                        |                          |           |                           | Gentenaar, Timisela 90', Yoshida, De Regt, El Akchaoui, Cullen 90' ( Nkume), Tóth , 68', Vujičević 69' ( Kruijsen), Musa, Uchebo, Ahahaoui 75' ( Boymans) | Boer , Pot, Botteghin, Van der Haar, Bakkati 88' ( Schreurs), Van Polen, Slot, Van den Berg 81' ( Olijve ), Maachi, Ars, Wildschut |  |
| Bijz.: Leemans geschorst (1e wedstrijd) vanwege directe rode kaart in de wedstrijd FC Zwolle – VVV. VVV handhaaft zich in de Eredivisie. |                          |           |                           | | |  |

### KNVB beker
Tweede ronde:
| Donderdag 23 september 2010, 20:45                                         | NAC Breda                             | 3-1 (1-1) | VVV-Venlo | Opstelling NAC Breda | Opstelling VVV-Venlo |  |
| Stadion: Rat Verlegh Stadion, Breda Toeschouwers: 8.700 Arbiter: Haverkort | Leonardo 11' Amoah 66' Boussaboun 81' |           | 34' Tóth  | Ten Rouwelaar, Fehér, Loran, Horváth, Schilder, Luijckx, Gorter, Gudelj 90' ( Koenders), Leonardo 86' ( Janse), Amoah, Kolkka 77' ( Boussaboun) | Gentenaar, Timisela, Van Kouwen, Nkume , Fleuren, Leemans , 42', Tóth , Verbeek 54' ( De Regt ), Chula 71' ( Ofrany), Boymans 77' ( Josué), Musa |  |
| Stadion: Rat Verlegh Stadion, Breda Toeschouwers: 8.700 Arbiter: Haverkort |                                       |           |           | Ten Rouwelaar, Fehér, Loran, Horváth, Schilder, Luijckx, Gorter, Gudelj 90' ( Koenders), Leonardo 86' ( Janse), Amoah, Kolkka 77' ( Boussaboun) | Gentenaar, Timisela, Van Kouwen, Nkume , Fleuren, Leemans , 42', Tóth , Verbeek 54' ( De Regt ), Chula 71' ( Ofrany), Boymans 77' ( Josué), Musa |  |
| Stadion: Rat Verlegh Stadion, Breda Toeschouwers: 8.700 Arbiter: Haverkort |                                       |           |           | Ten Rouwelaar, Fehér, Loran, Horváth, Schilder, Luijckx, Gorter, Gudelj 90' ( Koenders), Leonardo 86' ( Janse), Amoah, Kolkka 77' ( Boussaboun) | Gentenaar, Timisela, Van Kouwen, Nkume , Fleuren, Leemans , 42', Tóth , Verbeek 54' ( De Regt ), Chula 71' ( Ofrany), Boymans 77' ( Josué), Musa |  |
| Bijz.: VVV uitgeschakeld.                                                  |                                       |           |           | | |  |

## Oefenwedstrijden

### Voorbereiding
| Zaterdag 26 juni 2010, 16:00                                                  | SV Blerick             | 2-5 (2-4) | VVV-Venlo                                                    | Opstelling SV Blerick | Opstelling VVV-Venlo |  |
| Stadion: Sportpark 't Saorbrook, Blerick Toeschouwers: 400 Arbiter: Tunnissen | Daniel 2' Van Rens 27' |           | 3' Boymans 13' Ahahaoui 23' Ahahaoui 44' Boymans 90' Boymans | Daniel, Van Rens      | Begois, Timisela 46' ( De Regt), Paauwe , Van Kouwen, Fleuren 60' ( Janssen), Leemans, Linssen 60' ( Kruijsen), Nkume 46' ( Verbeek), Ofrany, Boymans, Ahahaoui 46' ( Dadda) |  |
| Stadion: Sportpark 't Saorbrook, Blerick Toeschouwers: 400 Arbiter: Tunnissen |                        |           |                                                              | Daniel, Van Rens      | Begois, Timisela 46' ( De Regt), Paauwe , Van Kouwen, Fleuren 60' ( Janssen), Leemans, Linssen 60' ( Kruijsen), Nkume 46' ( Verbeek), Ofrany, Boymans, Ahahaoui 46' ( Dadda) |  |
| Stadion: Sportpark 't Saorbrook, Blerick Toeschouwers: 400 Arbiter: Tunnissen |                        |           |                                                              | Daniel, Van Rens      | Begois, Timisela 46' ( De Regt), Paauwe , Van Kouwen, Fleuren 60' ( Janssen), Leemans, Linssen 60' ( Kruijsen), Nkume 46' ( Verbeek), Ofrany, Boymans, Ahahaoui 46' ( Dadda) |  |
|                                                                               |                        |           |                                                              |                       | |  |

| Dinsdag 29 juni 2010, 19:00                          | Quick Boys '31 | 0-9 (0-6) | VVV-Venlo | Opstelling Quick Boys '31 | Opstelling VVV-Venlo |
| Stadion: Sportpark Hagerhof, Venlo Toeschouwers: 500 |                |           | 11' Ahahaoui 13' Ofrany 38' Ahahaoui 39' (pen.) Paauwe 41' Boymans 42' Boymans 54' De Regt 64' Kruijsen 68' Dadda |                           | Begois 46' ( Van Crooij), Timisela 46' ( S. Hattu), Paauwe 46' ( Janssen), Van Kouwen 46' ( De Regt), Nkume 46' ( Fleuren), Leemans 46' ( Custers), Linssen 46' ( Gerdes), Verbeek 46' ( Kruijsen), Ofrany 46' ( T. Hattu), Boymans 46' ( Stevens), Ahahaoui 46' ( Dadda , 82') |
| Stadion: Sportpark Hagerhof, Venlo Toeschouwers: 500 |                |           | |                           | Begois 46' ( Van Crooij), Timisela 46' ( S. Hattu), Paauwe 46' ( Janssen), Van Kouwen 46' ( De Regt), Nkume 46' ( Fleuren), Leemans 46' ( Custers), Linssen 46' ( Gerdes), Verbeek 46' ( Kruijsen), Ofrany 46' ( T. Hattu), Boymans 46' ( Stevens), Ahahaoui 46' ( Dadda , 82') |
| Stadion: Sportpark Hagerhof, Venlo Toeschouwers: 500 |                |           | |                           | Begois 46' ( Van Crooij), Timisela 46' ( S. Hattu), Paauwe 46' ( Janssen), Van Kouwen 46' ( De Regt), Nkume 46' ( Fleuren), Leemans 46' ( Custers), Linssen 46' ( Gerdes), Verbeek 46' ( Kruijsen), Ofrany 46' ( T. Hattu), Boymans 46' ( Stevens), Ahahaoui 46' ( Dadda , 82') |
|                                                      |                |           | |                           | |

| Zaterdag 3 juli 2010, 17:00                                                | EVV | 0-4 (0-3) | VVV-Venlo                                     | Opstelling EVV | Opstelling VVV-Venlo |
| Stadion: Sportpark In de Bandert, Echt Toeschouwers: 150 Arbiter: Franssen |     |           | 12' Boymans 33' Ofrany 34' Linssen 76' Gerdes |                | Gentenaar 46' ( Van Crooij), De Regt, Paauwe 67' ( Janssen), Van Kouwen, Fleuren 67' ( S. Hattu), Timisela 67' ( Kruijsen), Linssen 67' ( Verbeek), Leemans 67' ( Nkume), Ofrany 67' ( T. Hattu), Boymans 67' ( Gerdes), Dadda , 78' |
| Stadion: Sportpark In de Bandert, Echt Toeschouwers: 150 Arbiter: Franssen |     |           |                                               |                | Gentenaar 46' ( Van Crooij), De Regt, Paauwe 67' ( Janssen), Van Kouwen, Fleuren 67' ( S. Hattu), Timisela 67' ( Kruijsen), Linssen 67' ( Verbeek), Leemans 67' ( Nkume), Ofrany 67' ( T. Hattu), Boymans 67' ( Gerdes), Dadda , 78' |
| Stadion: Sportpark In de Bandert, Echt Toeschouwers: 150 Arbiter: Franssen |     |           |                                               |                | Gentenaar 46' ( Van Crooij), De Regt, Paauwe 67' ( Janssen), Van Kouwen, Fleuren 67' ( S. Hattu), Timisela 67' ( Kruijsen), Linssen 67' ( Verbeek), Leemans 67' ( Nkume), Ofrany 67' ( T. Hattu), Boymans 67' ( Gerdes), Dadda , 78' |
|                                                                            |     |           |                                               |                | |

| Woensdag 7 juli 2010, 19:00                                                   | Go Ahead Eagles    | 1-3 (0-1) | VVV-Venlo                           | Opstelling Go Ahead Eagles | Opstelling VVV-Venlo |  |
| Stadion: Sportpark Woldermarck, Terwolde Toeschouwers: 865 Arbiter: Bekebrede | Van der Biezen 80' |           | 8' Boymans 53' Boymans 57' Ahahaoui | Padt, Droste ' ( Michiels), Bus ' ( Heerkens), Parnela ' ( Hollart), Spekking ' ( Vosselman), Wellenberg ' ( Kobussen), Gerritsen ' ( Janota), Van den Ouweland ' ( Suk), Van der Zwan ' ( Pedro), Vogelsang ' ( Van der Biezen), Klok ' ( Çolak) | Gentenaar 60' ( Van Crooij), Timisela, Paauwe 60' ( De Regt), Van Kouwen 60' ( Janssen), Nkume 46' ( Fleuren), Leemans 74' ( Kruijsen), Linssen 74' ( Josué), Verbeek, Uchebo 46' ( Ofrany), Boymans 74' ( Chula), Ahahaoui 60' ( Dadda) |  |
| Stadion: Sportpark Woldermarck, Terwolde Toeschouwers: 865 Arbiter: Bekebrede |                    |           |                                     | Padt, Droste ' ( Michiels), Bus ' ( Heerkens), Parnela ' ( Hollart), Spekking ' ( Vosselman), Wellenberg ' ( Kobussen), Gerritsen ' ( Janota), Van den Ouweland ' ( Suk), Van der Zwan ' ( Pedro), Vogelsang ' ( Van der Biezen), Klok ' ( Çolak) | Gentenaar 60' ( Van Crooij), Timisela, Paauwe 60' ( De Regt), Van Kouwen 60' ( Janssen), Nkume 46' ( Fleuren), Leemans 74' ( Kruijsen), Linssen 74' ( Josué), Verbeek, Uchebo 46' ( Ofrany), Boymans 74' ( Chula), Ahahaoui 60' ( Dadda) |  |
| Stadion: Sportpark Woldermarck, Terwolde Toeschouwers: 865 Arbiter: Bekebrede |                    |           |                                     | Padt, Droste ' ( Michiels), Bus ' ( Heerkens), Parnela ' ( Hollart), Spekking ' ( Vosselman), Wellenberg ' ( Kobussen), Gerritsen ' ( Janota), Van den Ouweland ' ( Suk), Van der Zwan ' ( Pedro), Vogelsang ' ( Van der Biezen), Klok ' ( Çolak) | Gentenaar 60' ( Van Crooij), Timisela, Paauwe 60' ( De Regt), Van Kouwen 60' ( Janssen), Nkume 46' ( Fleuren), Leemans 74' ( Kruijsen), Linssen 74' ( Josué), Verbeek, Uchebo 46' ( Ofrany), Boymans 74' ( Chula), Ahahaoui 60' ( Dadda) |  |
|                                                                               |                    |           |                                     | | |  |

| Zaterdag 10 juli 2010, 14:00       | Heracles Almelo |  | VVV-Venlo | Opstelling Heracles Almelo | Opstelling VVV-Venlo |
| Stadion: Sportpark De Mors, Delden |                 |  |           |                            |                      |
|                                    |                 |  |           |                            |                      |
|                                    |                 |  |           |                            |                      |
|                                    |                 |  |           |                            |                      |

| Zaterdag 17 juli 2010, 17:00                              | VVV-Venlo   | 1-2 (0-1) | West Bromwich Albion | Opstelling VVV-Venlo | Opstelling West Bromwich Albion |  |
| Stadion: Sportpark Dijckerhof, Reuver Toeschouwers: 1.500 | Boymans 42' |           | 25' Miller 61' Tamaș | Gentenaar, Timisela, Paauwe 80' ( Janssen), Van Kouwen 72' ( De Regt , 78'), Fleuren, Leemans 80' ( Kruijsen), Linssen 56' ( Nkume), Verbeek 65' ( Viana), Uchebo 72' ( Chula), Boymans 72' ( Ofrany), Ahahaoui 65' ( Josué) | Carson 46' ( Daniels), Zuiverloon 46' ( S. Reid), Méïté 46' ( Ibáñez), Olsson 46' ( Tamaș), Barnett 46' ( Mattock), Mulumbu 46' ( Morrison ), Mantom 46' ( Brunt ), Haber 46' ( R. Reid), Dorrans 46' ( Moore), Barnes 46' ( Thomas), Miller 46' ( Bednář) |  |
| Stadion: Sportpark Dijckerhof, Reuver Toeschouwers: 1.500 |             |           |                      | Gentenaar, Timisela, Paauwe 80' ( Janssen), Van Kouwen 72' ( De Regt , 78'), Fleuren, Leemans 80' ( Kruijsen), Linssen 56' ( Nkume), Verbeek 65' ( Viana), Uchebo 72' ( Chula), Boymans 72' ( Ofrany), Ahahaoui 65' ( Josué) | Carson 46' ( Daniels), Zuiverloon 46' ( S. Reid), Méïté 46' ( Ibáñez), Olsson 46' ( Tamaș), Barnett 46' ( Mattock), Mulumbu 46' ( Morrison ), Mantom 46' ( Brunt ), Haber 46' ( R. Reid), Dorrans 46' ( Moore), Barnes 46' ( Thomas), Miller 46' ( Bednář) |  |
| Stadion: Sportpark Dijckerhof, Reuver Toeschouwers: 1.500 |             |           |                      | Gentenaar, Timisela, Paauwe 80' ( Janssen), Van Kouwen 72' ( De Regt , 78'), Fleuren, Leemans 80' ( Kruijsen), Linssen 56' ( Nkume), Verbeek 65' ( Viana), Uchebo 72' ( Chula), Boymans 72' ( Ofrany), Ahahaoui 65' ( Josué) | Carson 46' ( Daniels), Zuiverloon 46' ( S. Reid), Méïté 46' ( Ibáñez), Olsson 46' ( Tamaș), Barnett 46' ( Mattock), Mulumbu 46' ( Morrison ), Mantom 46' ( Brunt ), Haber 46' ( R. Reid), Dorrans 46' ( Moore), Barnes 46' ( Thomas), Miller 46' ( Bednář) |  |
|                                                           |             |           |                      | | |  |

| Dinsdag 20 juli 2010, 19:00 | VVV-Venlo                    | 1-3 (1-0) | Telstar                          | Opstelling VVV-Venlo | Opstelling Telstar |  |
| Stadion: Sportpark Suëstra, Susteren Arbiter: Van Hulten | Josué 18' Boymans 90' (pen.) |           | 51' Smit 72' Holwijn 85' Fafiani | Gentenaar 46' ( Van Crooij), De Regt, Janssen, Nkume, Fleuren 63' ( Timisela), Kruijsen, Josué 63' ( Verbeek), Viana 63' ( Ahahaoui), Chula 63' ( Uchebo), Ofrany 63' ( Boymans), Dadda | Ubbergen 46' ( Mateus), Correia, Smit, Promes 80' ( Mac-Intosch), Tesselaar , Brands 46' ( Van Huizen), Fafiani, Korpershoek 70' ( Holwijn), Gyasi 72' ( Thöle), De Vogel 72' ( Haddad), Narsingh 60' ( Parris) |  |
| Stadion: Sportpark Suëstra, Susteren Arbiter: Van Hulten |                              |           |                                  | Gentenaar 46' ( Van Crooij), De Regt, Janssen, Nkume, Fleuren 63' ( Timisela), Kruijsen, Josué 63' ( Verbeek), Viana 63' ( Ahahaoui), Chula 63' ( Uchebo), Ofrany 63' ( Boymans), Dadda | Ubbergen 46' ( Mateus), Correia, Smit, Promes 80' ( Mac-Intosch), Tesselaar , Brands 46' ( Van Huizen), Fafiani, Korpershoek 70' ( Holwijn), Gyasi 72' ( Thöle), De Vogel 72' ( Haddad), Narsingh 60' ( Parris) |  |
| Stadion: Sportpark Suëstra, Susteren Arbiter: Van Hulten |                              |           |                                  | Gentenaar 46' ( Van Crooij), De Regt, Janssen, Nkume, Fleuren 63' ( Timisela), Kruijsen, Josué 63' ( Verbeek), Viana 63' ( Ahahaoui), Chula 63' ( Uchebo), Ofrany 63' ( Boymans), Dadda | Ubbergen 46' ( Mateus), Correia, Smit, Promes 80' ( Mac-Intosch), Tesselaar , Brands 46' ( Van Huizen), Fafiani, Korpershoek 70' ( Holwijn), Gyasi 72' ( Thöle), De Vogel 72' ( Haddad), Narsingh 60' ( Parris) |  |
| Bijz.: Oorspronkelijk stond er in Susteren een vriendschappelijke wedstrijd gepland tegen MVV, maar deze werd later verboden uit angst voor ongeregeldheden. |                              |           |                                  | | |  |

| Zaterdag 24 juli 2010, 15:00                                                        | VVV-Venlo  | 1-2 (1-1) | Borussia Mönchengladbach | Opstelling VVV-Venlo | Opstelling Borussia Mönchengladbach |  |
| Stadion: Seacon Stadion - De Koel -, Venlo Toeschouwers: 4.000 Arbiter: Wiedemeijer | Uchebo 23' |           | 25' Arango 83' Matmour   | Gentenaar, Timisela, Paauwe , Van Kouwen , Nkume 66' ( Fleuren), Leemans 80' ( Kruijsen), Josué 66' ( Verbeek), Ahahaoui, Uchebo 78' ( Chula), Boymans 81' ( Ofrany), Viana 85' ( Dadda) | Ter Stegen 46' ( Bailly), Jantschke 46' ( Levels), Brouwers 46' ( Anderson), Dante 60' ( Daems), Jaures 46' ( Wissing), Herrmann 46' ( Reus), Bradley 46' ( Meeuwis), Marx 46' ( Neustädter), Arango 46' ( Korb), Kachunga 46' ( Matmour), Idrissou 46' ( Bäcker) |  |
| Stadion: Seacon Stadion - De Koel -, Venlo Toeschouwers: 4.000 Arbiter: Wiedemeijer |            |           |                          | Gentenaar, Timisela, Paauwe , Van Kouwen , Nkume 66' ( Fleuren), Leemans 80' ( Kruijsen), Josué 66' ( Verbeek), Ahahaoui, Uchebo 78' ( Chula), Boymans 81' ( Ofrany), Viana 85' ( Dadda) | Ter Stegen 46' ( Bailly), Jantschke 46' ( Levels), Brouwers 46' ( Anderson), Dante 60' ( Daems), Jaures 46' ( Wissing), Herrmann 46' ( Reus), Bradley 46' ( Meeuwis), Marx 46' ( Neustädter), Arango 46' ( Korb), Kachunga 46' ( Matmour), Idrissou 46' ( Bäcker) |  |
| Stadion: Seacon Stadion - De Koel -, Venlo Toeschouwers: 4.000 Arbiter: Wiedemeijer |            |           |                          | Gentenaar, Timisela, Paauwe , Van Kouwen , Nkume 66' ( Fleuren), Leemans 80' ( Kruijsen), Josué 66' ( Verbeek), Ahahaoui, Uchebo 78' ( Chula), Boymans 81' ( Ofrany), Viana 85' ( Dadda) | Ter Stegen 46' ( Bailly), Jantschke 46' ( Levels), Brouwers 46' ( Anderson), Dante 60' ( Daems), Jaures 46' ( Wissing), Herrmann 46' ( Reus), Bradley 46' ( Meeuwis), Marx 46' ( Neustädter), Arango 46' ( Korb), Kachunga 46' ( Matmour), Idrissou 46' ( Bäcker) |  |
| Bijz.: Borussia Mönchengladbach wint 7e editie Herman Teeuwen Memorial.             |            |           |                          | | |  |

| Dinsdag 27 juli 2010, 19:00                                                              | VVV-Venlo | 0-2 (0-2) | Helmond Sport              | Opstelling VVV-Venlo | Opstelling Helmond Sport |  |
| Stadion: Sportpark Op de Hooven, Nederweert-Eind Toeschouwers: 1.500 Arbiter: Van Boekel |           |           | 33' Voskamp 38' Kaslauskas | Gentenaar 46' ( Van Crooij), De Regt, Van Kouwen 18' ( Timisela), Nkume , Fleuren, Kruijsen, Josué 46' ( Leemans), Verbeek, Chula 79' ( Dadda), Boymans 46' ( Ofrany), Dadda 46' ( Viana) | Van Westerop, Machek, Joppen, Haastrup, Winkens, Kazlauskas 55' ( Van Veen), Van Leerdam, Guijo-Velasco, Andrade 78' ( Zweegers), Voskamp 74' ( Habraken), Höcher |  |
| Stadion: Sportpark Op de Hooven, Nederweert-Eind Toeschouwers: 1.500 Arbiter: Van Boekel |           |           |                            | Gentenaar 46' ( Van Crooij), De Regt, Van Kouwen 18' ( Timisela), Nkume , Fleuren, Kruijsen, Josué 46' ( Leemans), Verbeek, Chula 79' ( Dadda), Boymans 46' ( Ofrany), Dadda 46' ( Viana) | Van Westerop, Machek, Joppen, Haastrup, Winkens, Kazlauskas 55' ( Van Veen), Van Leerdam, Guijo-Velasco, Andrade 78' ( Zweegers), Voskamp 74' ( Habraken), Höcher |  |
| Stadion: Sportpark Op de Hooven, Nederweert-Eind Toeschouwers: 1.500 Arbiter: Van Boekel |           |           |                            | Gentenaar 46' ( Van Crooij), De Regt, Van Kouwen 18' ( Timisela), Nkume , Fleuren, Kruijsen, Josué 46' ( Leemans), Verbeek, Chula 79' ( Dadda), Boymans 46' ( Ofrany), Dadda 46' ( Viana) | Van Westerop, Machek, Joppen, Haastrup, Winkens, Kazlauskas 55' ( Van Veen), Van Leerdam, Guijo-Velasco, Andrade 78' ( Zweegers), Voskamp 74' ( Habraken), Höcher |  |
|                                                                                          |           |           |                            | | |  |

| Zaterdag 31 juli 2010, 16:00                                                              | Alemannia Aachen                 | 3-1 (0-0) | VVV-Venlo  | Opstelling Alemannia Aachen | Opstelling VVV-Venlo |  |
| Stadion: Stadion an der Parkstrasse, Baesweiler () Toeschouwers: 1.800 Arbiter: Metzen () | Arslan 55' Ojamaa 81' Uludağ 87' |           | 57' Uchebo | Hohs, Demai, Stehle, Feisthammel, Stieber 61' ( Achenbach), Zdebel 54' ( Höger), Junglas 40' 54' ( Arslan), Burkhardt 54' ( Uludağ), Kratz , Auer 76' ( Ojamaa), Tsoumou 67' ( Gueye) | Begois 41' ( Gentenaar), Timisela, Paauwe , De Regt, Fleuren 67', Leemans, Josué, Verbeek 46' ( Linssen), Uchebo, Boymans, Viana |  |
| Stadion: Stadion an der Parkstrasse, Baesweiler () Toeschouwers: 1.800 Arbiter: Metzen () |                                  |           |            | Hohs, Demai, Stehle, Feisthammel, Stieber 61' ( Achenbach), Zdebel 54' ( Höger), Junglas 40' 54' ( Arslan), Burkhardt 54' ( Uludağ), Kratz , Auer 76' ( Ojamaa), Tsoumou 67' ( Gueye) | Begois 41' ( Gentenaar), Timisela, Paauwe , De Regt, Fleuren 67', Leemans, Josué, Verbeek 46' ( Linssen), Uchebo, Boymans, Viana |  |
| Stadion: Stadion an der Parkstrasse, Baesweiler () Toeschouwers: 1.800 Arbiter: Metzen () |                                  |           |            | Hohs, Demai, Stehle, Feisthammel, Stieber 61' ( Achenbach), Zdebel 54' ( Höger), Junglas 40' 54' ( Arslan), Burkhardt 54' ( Uludağ), Kratz , Auer 76' ( Ojamaa), Tsoumou 67' ( Gueye) | Begois 41' ( Gentenaar), Timisela, Paauwe , De Regt, Fleuren 67', Leemans, Josué, Verbeek 46' ( Linssen), Uchebo, Boymans, Viana |  |
|                                                                                           |                                  |           |            | | |  |

### Tijdens het seizoen
| Vrijdag 3 september 2010, 14:30                              | VVV-Venlo | 1-0 (0-0) | Lierse SK | Opstelling VVV-Venlo | Opstelling Lierse SK |  |
| Stadion: Seacon Stadion - De Koel -, Venlo Toeschouwers: 800 | Josué 68' |           |           | Gentenaar, De Regt, Van Kouwen 46' ( Timisela), Nkume, Janssen 46' ( Fleuren), Leemans 46' ( Tóth), Kruijsen, Verbeek 63' ( Josué), Chula, Boymans, Ofrany 63' ( Ahahaoui) | Kujović, Mensah, Notari, Van Dooren 70' ( Camacho), De Graef, Douala 70' ( Wahed), Thiebaut, Nicaise 70' ( Sekour), Janssens 55' ( Cavens), Sonck 60' ( Nedzipi), Kovács 60' ( Job) |  |
| Stadion: Seacon Stadion - De Koel -, Venlo Toeschouwers: 800 |           |           |           | Gentenaar, De Regt, Van Kouwen 46' ( Timisela), Nkume, Janssen 46' ( Fleuren), Leemans 46' ( Tóth), Kruijsen, Verbeek 63' ( Josué), Chula, Boymans, Ofrany 63' ( Ahahaoui) | Kujović, Mensah, Notari, Van Dooren 70' ( Camacho), De Graef, Douala 70' ( Wahed), Thiebaut, Nicaise 70' ( Sekour), Janssens 55' ( Cavens), Sonck 60' ( Nedzipi), Kovács 60' ( Job) |  |
| Stadion: Seacon Stadion - De Koel -, Venlo Toeschouwers: 800 |           |           |           | Gentenaar, De Regt, Van Kouwen 46' ( Timisela), Nkume, Janssen 46' ( Fleuren), Leemans 46' ( Tóth), Kruijsen, Verbeek 63' ( Josué), Chula, Boymans, Ofrany 63' ( Ahahaoui) | Kujović, Mensah, Notari, Van Dooren 70' ( Camacho), De Graef, Douala 70' ( Wahed), Thiebaut, Nicaise 70' ( Sekour), Janssens 55' ( Cavens), Sonck 60' ( Nedzipi), Kovács 60' ( Job) |  |
|                                                              |           |           |           | | |  |

| Donderdag 6 januari 2011, 14:30                                 | FC Den Bosch         | 1-2 (1-2) | VVV-Venlo                     | Opstelling FC Den Bosch | Opstelling VVV-Venlo |  |
| Stadion: Stadion De Vliert, 's-Hertogenbosch Arbiter: Gerritsen | Kousemaker 4' (pen.) |           | 42' (pen.) Ahahaoui 45' Nkume | Zaari, Hofstede 60' ( Van Buuren), Lucius 76' ( Van den Berg), Peters 60' ( Van Dinter), Scheimann, Vorthoren 76' ( Van Geelkerken), Van Moorsel, Kousemaker 60' ( Bakx), Reniers 60' ( El Makrini), Verhoek 46' ( Van Weert), Verbeek | Begois, Timisela 46' ( Van den Ban), Paauwe 46' ( Amende), De Regt, Fleuren 46' ( Buskens), Leemans 46' ( Gerdes), Kruijsen, Nkume, T. Hattu 46' ( Musa), Verbeek 60' ( Cullen), Ahahaoui 46' ( Sno) |  |
| Stadion: Stadion De Vliert, 's-Hertogenbosch Arbiter: Gerritsen |                      |           |                               | Zaari, Hofstede 60' ( Van Buuren), Lucius 76' ( Van den Berg), Peters 60' ( Van Dinter), Scheimann, Vorthoren 76' ( Van Geelkerken), Van Moorsel, Kousemaker 60' ( Bakx), Reniers 60' ( El Makrini), Verhoek 46' ( Van Weert), Verbeek | Begois, Timisela 46' ( Van den Ban), Paauwe 46' ( Amende), De Regt, Fleuren 46' ( Buskens), Leemans 46' ( Gerdes), Kruijsen, Nkume, T. Hattu 46' ( Musa), Verbeek 60' ( Cullen), Ahahaoui 46' ( Sno) |  |
| Stadion: Stadion De Vliert, 's-Hertogenbosch Arbiter: Gerritsen |                      |           |                               | Zaari, Hofstede 60' ( Van Buuren), Lucius 76' ( Van den Berg), Peters 60' ( Van Dinter), Scheimann, Vorthoren 76' ( Van Geelkerken), Van Moorsel, Kousemaker 60' ( Bakx), Reniers 60' ( El Makrini), Verhoek 46' ( Van Weert), Verbeek | Begois, Timisela 46' ( Van den Ban), Paauwe 46' ( Amende), De Regt, Fleuren 46' ( Buskens), Leemans 46' ( Gerdes), Kruijsen, Nkume, T. Hattu 46' ( Musa), Verbeek 60' ( Cullen), Ahahaoui 46' ( Sno) |  |
| Bijz.: Cullen speelt op proef mee.                              |                      |           |                               | | |  |

| Maandag 10 januari 2011, 15:00          | VVV-Venlo                   | 2-1 (1-1) | Sparta Rotterdam   | Opstelling VVV-Venlo | Opstelling Sparta Rotterdam |  |
| Stadion: Arcadia Sport Resort, Belek () | Tóth 20' (pen.) De Regt 76' |           | 43' (pen.) Voskamp | Gentenaar, Timisela , Leemans , De Regt, Fleuren, Ojo 46' ( Paauwe), Tóth 67' ( Kruijsen), Vujičević 46' ( Verbeek), Musa, Cullen 67' ( Chula), Ahahaoui 46' ( Josué) | Krul, Dijkhuizen 46' ( Almeida), Kras 46' ( Knol), Delgado 46' ( Bentem), Willems 46' ( Slijngard), De Roon 60' ( Touzani), Duarte 60' ( Van den Berg), Rutjes 60' ( Van Gastel), Godee 46' ( Van Oeveren), Voskamp 60' ( Gladon), John 46' ( Bel Hassani) |  |
| Stadion: Arcadia Sport Resort, Belek () |                             |           |                    | Gentenaar, Timisela , Leemans , De Regt, Fleuren, Ojo 46' ( Paauwe), Tóth 67' ( Kruijsen), Vujičević 46' ( Verbeek), Musa, Cullen 67' ( Chula), Ahahaoui 46' ( Josué) | Krul, Dijkhuizen 46' ( Almeida), Kras 46' ( Knol), Delgado 46' ( Bentem), Willems 46' ( Slijngard), De Roon 60' ( Touzani), Duarte 60' ( Van den Berg), Rutjes 60' ( Van Gastel), Godee 46' ( Van Oeveren), Voskamp 60' ( Gladon), John 46' ( Bel Hassani) |  |
| Stadion: Arcadia Sport Resort, Belek () |                             |           |                    | Gentenaar, Timisela , Leemans , De Regt, Fleuren, Ojo 46' ( Paauwe), Tóth 67' ( Kruijsen), Vujičević 46' ( Verbeek), Musa, Cullen 67' ( Chula), Ahahaoui 46' ( Josué) | Krul, Dijkhuizen 46' ( Almeida), Kras 46' ( Knol), Delgado 46' ( Bentem), Willems 46' ( Slijngard), De Roon 60' ( Touzani), Duarte 60' ( Van den Berg), Rutjes 60' ( Van Gastel), Godee 46' ( Van Oeveren), Voskamp 60' ( Gladon), John 46' ( Bel Hassani) |  |
| Bijz.: Cullen speelt op proef mee.      |                             |           |                    | | |  |

| Vrijdag 25 maart 2011, 14:30                                  | KVC Westerlo | 1-1 (1-0) | VVV-Venlo   | Opstelling KVC Westerlo | Opstelling VVV-Venlo |  |
| Stadion: Stadion Oosterzonen, Oosterwijk () Toeschouwers: 150 | Farssi 44'   |           | 90' De Regt | De Winter, Bastiaens, Alimi, Van Kerckhoven, Cabeke, Molenberghs, Vanthournout, Farssi 46' ( Van Heerden), Liliu, Henrique 46' ( Annab), Chávez 46' ( Bennassar) | Gentenaar, Timisela 46' ( De Regt), Janssen, Nkume, Fleuren, Leemans 70' ( Tóth), Linssen, Verbeek, Cullen 46' ( Chula), Uchebo 70' ( Boymans), Ahahaoui |  |
| Stadion: Stadion Oosterzonen, Oosterwijk () Toeschouwers: 150 |              |           |             | De Winter, Bastiaens, Alimi, Van Kerckhoven, Cabeke, Molenberghs, Vanthournout, Farssi 46' ( Van Heerden), Liliu, Henrique 46' ( Annab), Chávez 46' ( Bennassar) | Gentenaar, Timisela 46' ( De Regt), Janssen, Nkume, Fleuren, Leemans 70' ( Tóth), Linssen, Verbeek, Cullen 46' ( Chula), Uchebo 70' ( Boymans), Ahahaoui |  |
| Stadion: Stadion Oosterzonen, Oosterwijk () Toeschouwers: 150 |              |           |             | De Winter, Bastiaens, Alimi, Van Kerckhoven, Cabeke, Molenberghs, Vanthournout, Farssi 46' ( Van Heerden), Liliu, Henrique 46' ( Annab), Chávez 46' ( Bennassar) | Gentenaar, Timisela 46' ( De Regt), Janssen, Nkume, Fleuren, Leemans 70' ( Tóth), Linssen, Verbeek, Cullen 46' ( Chula), Uchebo 70' ( Boymans), Ahahaoui |  |
|                                                               |              |           |             | | |  |

## Eindstand
| №  | Club             | WG | W  | G  | V  | DV | DT | +/– | Punten |
| -- | ---------------- | -- | -- | -- | -- | -- | -- | --- | ------ |
|    | Ajax             | 34 | 22 | 7  | 5  | 72 | 30 | +42 | 73     |
| 2  | FC Twente        | 34 | 21 | 8  | 5  | 65 | 34 | +31 | 71     |
| 3  | PSV              | 34 | 20 | 9  | 5  | 79 | 34 | +45 | 69     |
| 4  | AZ               | 34 | 17 | 8  | 9  | 55 | 44 | +11 | 59     |
| 5  | FC Groningen     | 34 | 17 | 6  | 11 | 65 | 52 | +15 | 57     |
| 6  | Roda JC Kerkrade | 34 | 14 | 13 | 7  | 65 | 50 | +15 | 55     |
| 7  | ADO Den Haag     | 34 | 16 | 6  | 12 | 63 | 55 | +8  | 54     |
| 8  | Heracles Almelo  | 34 | 14 | 7  | 13 | 65 | 56 | +9  | 49     |
| 9  | FC Utrecht       | 34 | 13 | 8  | 13 | 55 | 51 | +4  | 47     |
| 10 | Feyenoord        | 34 | 12 | 8  | 14 | 53 | 54 | –1  | 44     |
| 11 | N.E.C.           | 34 | 10 | 13 | 11 | 57 | 56 | +1  | 43     |
| 12 | sc Heerenveen    | 34 | 10 | 11 | 13 | 60 | 54 | +6  | 41     |
| 13 | NAC Breda        | 34 | 12 | 5  | 17 | 44 | 60 | –16 | 40     |
| 14 | De Graafschap    | 34 | 9  | 11 | 14 | 31 | 56 | –25 | 38     |
| 15 | Vitesse          | 34 | 9  | 8  | 17 | 42 | 61 | –19 | 35     |
| 16 | Excelsior        | 34 | 10 | 5  | 19 | 45 | 66 | –21 | 35     |
| 17 | VVV-Venlo        | 34 | 6  | 3  | 25 | 34 | 76 | –42 | 21     |
| 18 | Willem II        | 34 | 3  | 6  | 25 | 37 | 98 | –61 | 15     |

## Statistieken
Legenda
- W Wedstrijden
- Doelpunt
- Gele kaart
- 2× gele kaart in 1 wedstrijd
- Rode kaart

| Nat.               | Spelersnaam         | Eredivisie | Eredivisie | Eredivisie | Eredivisie | Eredivisie |  | KNVB beker | KNVB beker | KNVB beker | KNVB beker | KNVB beker |  | Play-offs | Play-offs | Play-offs | Play-offs | Play-offs |  | Totaal | Totaal | Totaal | Totaal | Totaal |
| ------------------ | ------------------- | ---------- | ---------- | ---------- | ---------- | ---------- |  | ---------- | ---------- | ---------- | ---------- | ---------- |  | --------- | --------- | --------- | --------- | --------- |  | ------ | ------ | ------ | ------ | ------ |
| Nat.               | Spelersnaam         | W          |            |            |            |            |  | W          |            |            |            |            |  | W         |           |           |           |           |  | W      |        |        |        |        |
| Keepers            |                     |            |            |            |            |            |  |            |            |            |            |            |  |           |           |           |           |           |  |        |        |        |        |        |
| Vlag van België    | Kevin Begois        | 15         | 0          | 0          | 0          | 0          |  | 0          | 0          | 0          | 0          | 0          |  | 0         | 0         | 0         | 0         | 0         |  | 15     | 0      | 0      | 0      | 0      |
| Vlag van Nederland | Delano van Crooij   | 0          | 0          | 0          | 0          | 0          |  | 0          | 0          | 0          | 0          | 0          |  | 0         | 0         | 0         | 0         | 0         |  | 0      | 0      | 0      | 0      | 0      |
| Vlag van Nederland | Randy Frijn         | 0          | 0          | 0          | 0          | 0          |  | 0          | 0          | 0          | 0          | 0          |  | 0         | 0         | 0         | 0         | 0         |  | 0      | 0      | 0      | 0      | 0      |
| Vlag van Nederland | Dennis Gentenaar    | 19         | 0          | 0          | 0          | 0          |  | 1          | 0          | 0          | 0          | 0          |  | 4         | 0         | 0         | 0         | 0         |  | 23     | 0      | 0      | 0      | 0      |
| Vlag van Duitsland | Robin Udegbe        | 0          | 0          | 0          | 0          | 0          |  | 0          | 0          | 0          | 0          | 0          |  | 0         | 0         | 0         | 0         | 0         |  | 0      | 0      | 0      | 0      | 0      |
| Verdediging        |                     |            |            |            |            |            |  |            |            |            |            |            |  |           |           |           |           |           |  |        |        |        |        |        |
| Vlag van Marokko   | Youssef El Akchaoui | 14         | 0          | 1          | 0          | 0          |  | 0          | 0          | 0          | 0          | 0          |  | 4         | 0         | 0         | 0         | 0         |  | 18     | 0      | 1      | 0      | 0      |
| Vlag van Nederland | Niels Fleuren       | 20         | 0          | 1          | 0          | 1          |  | 1          | 0          | 0          | 0          | 0          |  | 0         | 0         | 0         | 0         | 0         |  | 21     | 0      | 1      | 0      | 1      |
| Vlag van Nederland | Roel Janssen        | 0          | 0          | 0          | 0          | 0          |  | 0          | 0          | 0          | 0          | 0          |  | 0         | 0         | 0         | 0         | 0         |  | 0      | 0      | 0      | 0      | 0      |
| Vlag van Nederland | Frank van Kouwen    | 10         | 0          | 4          | 0          | 0          |  | 1          | 0          | 0          | 0          | 0          |  | 0         | 0         | 0         | 0         | 0         |  | 11     | 0      | 4      | 0      | 0      |
| Vlag van Nigeria   | Alex Nkume          | 14         | 0          | 1          | 0          | 0          |  | 1          | 0          | 1          | 0          | 0          |  | 1         | 0         | 0         | 0         | 0         |  | 16     | 0      | 2      | 0      | 0      |
| Vlag van Nederland | Patrick Paauwe      | 19         | 1          | 3          | 1          | 0          |  | 0          | 0          | 0          | 0          | 0          |  | 0         | 0         | 0         | 0         | 0         |  | 19     | 1      | 3      | 1      | 0      |
| Vlag van Nederland | Ferry de Regt       | 33         | 1          | 4          | 0          | 0          |  | 1          | 0          | 1          | 0          | 0          |  | 4         | 0         | 0         | 0         | 0         |  | 38     | 1      | 5      | 0      | 0      |
| Vlag van Nederland | Michael Timisela    | 30         | 1          | 6          | 0          | 0          |  | 1          | 0          | 0          | 0          | 0          |  | 4         | 0         | 1         | 0         | 1         |  | 35     | 1      | 7      | 0      | 1      |
| Vlag van Japan     | Maya Yoshida        | 20         | 0          | 1          | 0          | 0          |  | 0          | 0          | 0          | 0          | 0          |  | 4         | 0         | 0         | 0         | 0         |  | 24     | 0      | 1      | 0      | 0      |
| Middenveld         |                     |            |            |            |            |            |  |            |            |            |            |            |  |           |           |           |           |           |  |        |        |        |        |        |
| Vlag van Japan     | Robert Cullen       | 15         | 2          | 0          | 0          | 0          |  | 0          | 0          | 0          | 0          | 0          |  | 4         | 2         | 0         | 0         | 0         |  | 19     | 4      | 0      | 0      | 0      |
| Vlag van Portugal  | Josué               | 13         | 0          | 2          | 0          | 0          |  | 1          | 0          | 0          | 0          | 0          |  | 0         | 0         | 0         | 0         | 0         |  | 14     | 0      | 2      | 0      | 0      |
| Vlag van Nederland | Quin Kruijsen       | 7          | 0          | 0          | 0          | 0          |  | 0          | 0          | 0          | 0          | 0          |  | 1         | 0         | 0         | 0         | 0         |  | 8      | 0      | 0      | 0      | 0      |
| Vlag van België    | Ken Leemans         | 29         | 1          | 4          | 1          | 0          |  | 1          | 0          | 0          | 0          | 0          |  | 2         | 0         | 0         | 0         | 1         |  | 32     | 1      | 4      | 1      | 1      |
| Vlag van België    | Funso Ojo           | 8          | 0          | 0          | 0          | 0          |  | 0          | 0          | 0          | 0          | 0          |  | 3         | 0         | 0         | 0         | 0         |  | 11     | 0      | 0      | 0      | 0      |
| Vlag van Hongarije | Balázs Tóth         | 29         | 1          | 7          | 0          | 0          |  | 1          | 1          | 0          | 0          | 0          |  | 4         | 1         | 0         | 1         | 0         |  | 34     | 3      | 7      | 1      | 0      |
| Vlag van Kroatië   | Dario Vujičević     | 15         | 1          | 3          | 0          | 0          |  | 0          | 0          | 0          | 0          | 0          |  | 3         | 0         | 0         | 0         | 0         |  | 18     | 1      | 3      | 0      | 0      |
| Aanval             |                     |            |            |            |            |            |  |            |            |            |            |            |  |           |           |           |           |           |  |        |        |        |        |        |
| Vlag van Nederland | Achmed Ahahaoui     | 26         | 3          | 2          | 0          | 0          |  | 0          | 0          | 0          | 0          | 0          |  | 4         | 0         | 0         | 0         | 0         |  | 30     | 3      | 2      | 0      | 0      |
| Vlag van Nederland | Ruud Boymans        | 30         | 11         | 5          | 0          | 0          |  | 1          | 0          | 0          | 0          | 0          |  | 4         | 1         | 0         | 0         | 0         |  | 35     | 12     | 5      | 0      | 0      |
| Vlag van Portugal  | Jorge Chula         | 24         | 1          | 4          | 1          | 0          |  | 1          | 0          | 0          | 0          | 0          |  | 2         | 0         | 0         | 0         | 0         |  | 27     | 1      | 4      | 1      | 0      |
| Vlag van Nederland | Soufiane Dadda      | 1          | 0          | 0          | 0          | 0          |  | 0          | 0          | 0          | 0          | 0          |  | 0         | 0         | 0         | 0         | 0         |  | 1      | 0      | 0      | 0      | 0      |
| Vlag van Nederland | Bryan Linssen       | 10         | 0          | 1          | 0          | 0          |  | 1          | 0          | 0          | 0          | 0          |  | 0         | 0         | 0         | 0         | 0         |  | 11     | 0      | 1      | 0      | 0      |
| Vlag van Nigeria   | Ahmed Musa          | 23         | 5          | 4          | 0          | 0          |  | 0          | 0          | 0          | 0          | 0          |  | 4         | 2         | 0         | 0         | 0         |  | 27     | 7      | 4      | 0      | 0      |
| Vlag van Nederland | Rachid Ofrany       | 1          | 0          | 0          | 0          | 0          |  | 1          | 0          | 0          | 0          | 0          |  | 0         | 0         | 0         | 0         | 0         |  | 2      | 0      | 0      | 0      | 0      |
| Vlag van Nigeria   | Michael Uchebo      | 23         | 4          | 4          | 0          | 0          |  | 0          | 0          | 0          | 0          | 0          |  | 4         | 2         | 1         | 0         | 0         |  | 27     | 6      | 5      | 0      | 0      |
| Vlag van Nederland | Rick Verbeek        | 8          | 0          | 1          | 0          | 0          |  | 1          | 0          | 0          | 0          | 0          |  | 0         | 0         | 0         | 0         | 0         |  | 9      | 0      | 1      | 0      | 0      |
| Vlag van Portugal  | Diogo Viana         | 10         | 1          | 1          | 0          | 0          |  | 0          | 0          | 0          | 0          | 0          |  | 0         | 0         | 0         | 0         | 0         |  | 10     | 1      | 1      | 0      | 0      |
| Nat.               | Spelersnaam         | W          |            |            |            |            |  | W          |            |            |            |            |  | W         |           |           |           |           |  | W      |        |        |        |        |
| Nat.               | Spelersnaam         | Eredivisie | Eredivisie | Eredivisie | Eredivisie | Eredivisie |  | KNVB beker | KNVB beker | KNVB beker | KNVB beker | KNVB beker |  | Play-offs | Play-offs | Play-offs | Play-offs | Play-offs |  | Totaal | Totaal | Totaal | Totaal | Totaal |

### Topscorers 2010/2011
| Nr.    | Naam             | Goal |
| ------ | ---------------- | ---- |
| 1.     | Ruud Boymans     | 11   |
| 2.     | Ahmed Musa       | 5    |
| 3.     | Michael Uchebo   | 4    |
| 4.     | Achmed Ahahaoui  | 3    |
| 5.     | Balázs Tóth      | 2    |
|        | Robert Cullen    | 2    |
| 7.     | Patrick Paauwe   | 1    |
|        | Diogo Viana      | 1    |
|        | Ken Leemans      | 1    |
|        | Jorge Chula      | 1    |
|        | Ferry de Regt    | 1    |
|        | Dario Vujičević  | 1    |
| 13.    | Michael Timisela | 1    |
| Totaal | Totaal           | 34   |

| Nr.    | Naam           | Goal |
| ------ | -------------- | ---- |
| 1.     | Robert Cullen  | 2    |
|        | Michael Uchebo | 2    |
|        | Ahmed Musa     | 2    |
| 4.     | Ruud Boymans   | 1    |
| 5.     | Balázs Tóth    | 1    |
| Totaal | Totaal         | 8    |

| Nr.    | Naam        | Goal |
| ------ | ----------- | ---- |
| 1.     | Balázs Tóth | 1    |
| Totaal | Totaal      | 1    |

| Nr.    | Naam            | Goal |
| ------ | --------------- | ---- |
| 1.     | Ruud Boymans    | 8    |
| 2.     | Achmed Ahahaoui | 6    |
| 3.     | Ferry de Regt   | 3    |
| 4.     | Rachid Ofrany   | 2    |
|        | Michael Uchebo  | 2    |
|        | Josué           | 2    |
| 7.     | Patrick Paauwe  | 1    |
|        | Quin Kruijsen   | 1    |
|        | Soufiane Dadda  | 1    |
|        | Ruud Boymans    | 1    |
|        | Bryan Linssen   | 1    |
|        | Lennart Gerdes  | 1    |
|        | Alex Nkume      | 1    |
| 14.    | Balázs Tóth     | 1    |
| Totaal | Totaal          | 31   |